# Expédition antarctique australasienne
Pour les articles homonymes, voir Aurora.
Ne doit pas être confondu avec Opération Aurora.
Vous lisez un « bon article » labellisé en 2022.  Il fait partie d'un « bon thème ».
Caractéristiques
L'expédition antarctique australasienne (en anglais : Australasian Antarctic Expedition, AAE), dite expédition Aurora ou expédition Mawson, est une expédition australasienne — principalement australienne — en Antarctique. Menée entre 1911 et 1914 par Douglas Mawson, elle permet l'exploration et la cartographie d'une partie quasiment inexplorée de la côte de l'Antarctique située au sud de l'Australie, entre le cap Adare et le mont Gauss.
Mawson s'inspire pour sa propre expédition de ses expériences lors de l'expédition Nimrod (1907-1909) d'Ernest Shackleton. Pendant son séjour en Antarctique, les équipes à traîneau de l'expédition parcourent environ 4 180 kilomètres de territoire inexploré, tandis que son navire, le SY Aurora, navigue sur 2 900 kilomètres de côtes non cartographiées. Les activités scientifiques comprennent des mesures météorologiques, des observations sur le magnétisme, un vaste programme océanographique et la collecte de nombreux échantillons biologiques et géologiques, dont la découverte de la première météorite récoltée en Antarctique. L'expédition est la première à établir et à maintenir un contact sans fil entre l'Antarctique et l'Australie. Une autre innovation prévue, l'utilisation d'un avion, est contrecarrée par un accident avant le départ de l'expédition. Le fuselage de l'avion est alors adapté pour former un « traîneau à traction aérienne », mais il s'avère d'une utilisation très limitée.
L'expédition est organisée en trois bases : une sur l'île subantarctique de Macquarie et deux sur le continent antarctique. La base principale, sous le commandement de Mawson, est installée au cap Denison, à environ 480 kilomètres à l'ouest du cap Adare, et une base ouest sous le commandement de Frank Wild est établie sur la barrière de Shackleton, à plus de 2 410 kilomètres à l'ouest du cap Denison. Les activités dans les deux bases continentales sont entravées par des vents extrêmes, qui rendent souvent impossible le travail à l'extérieur.
L'expédition est marquée par la mort de deux membres lors d'une tentative d'atteindre la terre de Oates : Belgrave Edward Sutton Ninnis, qui tombe dans une crevasse, et Xavier Mertz, qui meurt lors d'un pénible voyage de retour. Mawson, qui les accompagne sur le traîneau, est ensuite contraint de faire une marche ardue en solitaire pour retourner à la base. Il rate le départ du navire et doit passer une année supplémentaire au cap Denison, avec un groupe de secours de six personnes. Ce séjour est également rendu difficile par le développement de troubles mentaux chez leur opérateur sans fil. Lorsque Mawson revient de l'Antarctique, il est accueilli en héros et reçoit de nombreuses distinctions, dont un titre de chevalier. Les études scientifiques fournissent des données abondantes et détaillées — qui ont mis trente ans à être complètement publiées — et le vaste programme d'exploration de l'expédition jette les bases des revendications territoriales ultérieures de l'Australie en Antarctique.

## Contexte

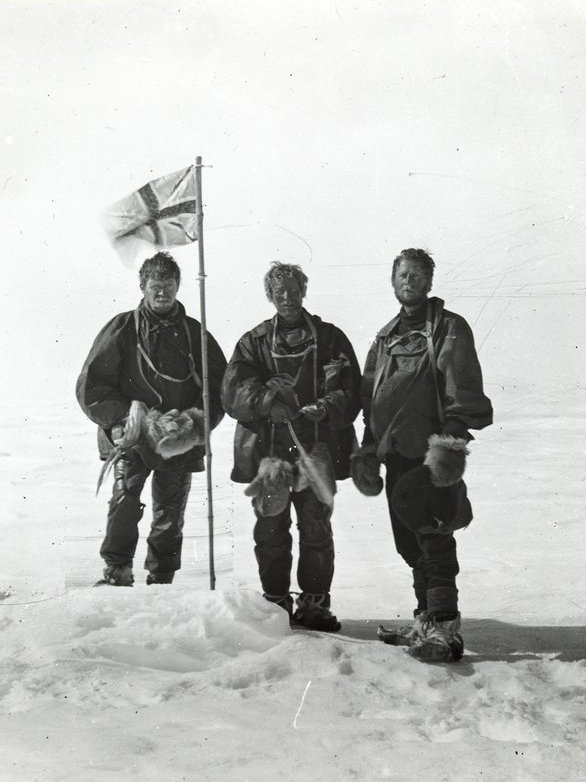
Alistair Mackay, Edgeworth David et Douglas Mawson au pôle Sud magnétique le 17 janvier 1909 pendant l'expédition Nimrod d'Ernest Shackleton.

En janvier 1909, un groupe de trois hommes de l'expédition Nimrod d'Ernest Shackleton calcule qu'ils ont atteint le pôle Sud magnétique. Ce groupe comprend un jeune géologue australien, Douglas Mawson, qui, inspiré par ses expériences, rentre chez lui avec l'idée d'organiser sa propre expédition. Son intérêt particulier ne se porte pas sur le pôle Sud géographique, mais sur l'exploration des terres antarctiques à l'ouest du cap Adare, immédiatement au sud de l'Australie. Cette côte a été partiellement explorée dans les années 1840 par le Français Jules Dumont d'Urville (expédition Dumont d'Urville) et l'Américain Charles Wilkes (expédition Wilkes), mais n'a pas été visitée depuis,,.
En janvier 1910, à Londres, Mawson rencontre Robert Falcon Scott, qui prépare alors son expédition Terra Nova. Scott est impressionné de la participation réussie de l'Australien à l'expédition Nimrod et lui propose de se joindre à son expédition à la tête d'une équipe indépendante, basée au cap Adare. Bien que Mawson se montre intéressé, ils ne parviennent pas à s'entendre sur l'étendue des responsabilités de ce dernier et à inclure les objectifs du géologue dans les siens. Shackleton, qui est à Londres pour étudier la possibilité d'organiser et de financer sa propre expédition, suggère à Mawson qu'il pourrait agir en tant que scientifique en chef. Tandis que Shackleton collecte des fonds en donnant des conférences en Amérique, Mawson est envoyé étudier la possibilité d'acheter et de développer une mine d'or en Hongrie pour diversifier les sources de financement. Comme la demande semble étrange, Mawson contacte Shackleton pour vérifier s'il est toujours concrètement engagé dans l'expédition. Le 16 mai, Shackleton publie donc une déclaration confirmant le poste de Mawson en tant que scientifique en chef, ajoutant que, si lui-même est incapable d'accompagner l'expédition, « […] Mawson sera en charge, et j'utiliserai toujours mon influence […] en vue de lever les fonds nécessaires ». Avec cette assurance, Mawson retourne en Australie,.
Son incertitude renaît toutefois après les mois de silence qui suivent. Shackleton essaye toujours de lancer l'entreprise d'extraction d'or et lutte pour lever des fonds pour l'expédition. Enfin, le 1er décembre, Shackleton confirme qu'il ne peut se joindre à l'expédition mais que, comme promis, il apporte tout son soutien à Mawson,.

## Préparatifs

### Objectifs

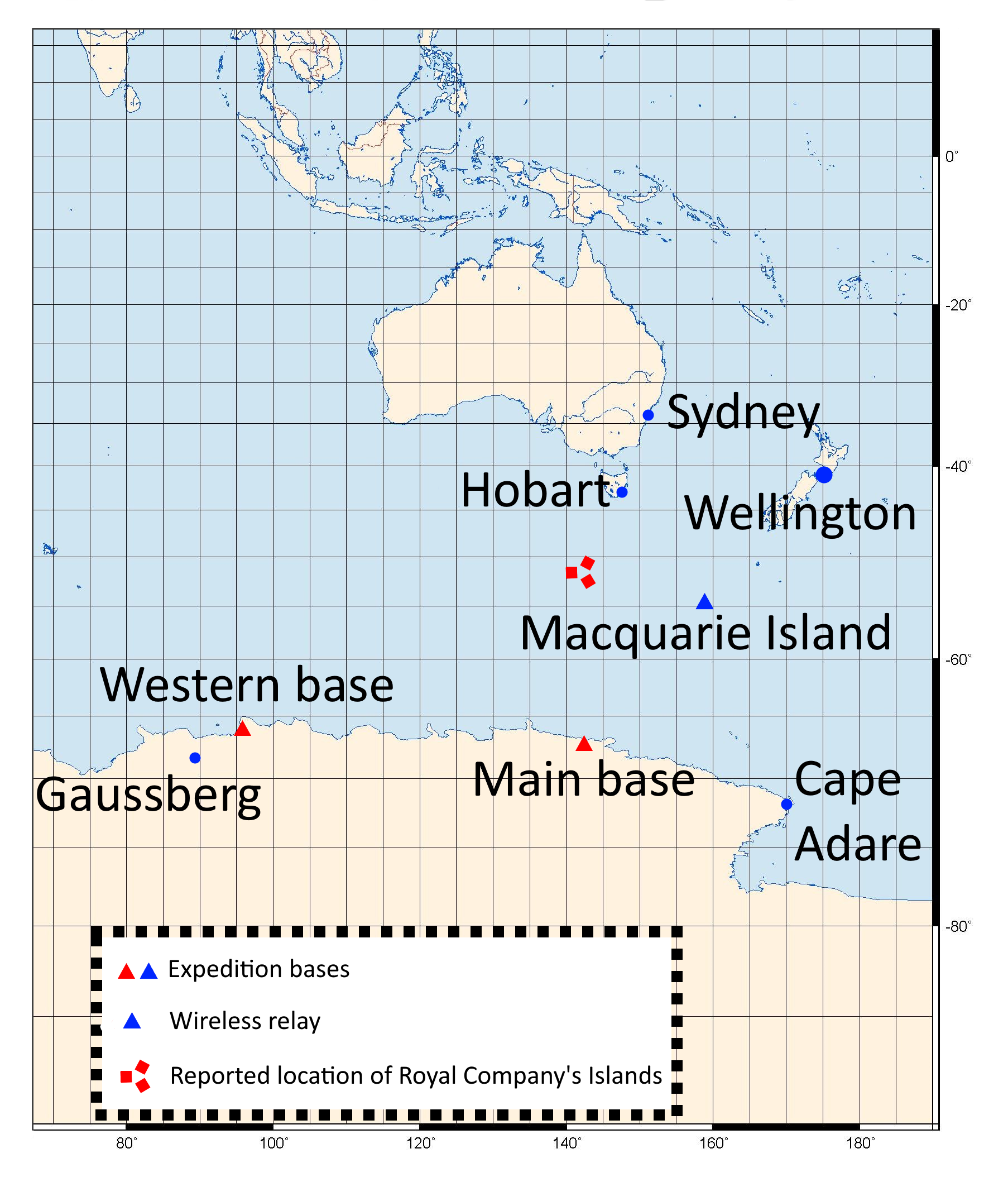
Carte des lieux notables de l'expédition antarctique australasienne.

En janvier 1911, Mawson révèle ses plans lors d'une réunion de l'Australasian Association for the Advancement of Science (AAAS). Il a l'intention d'opérer dans l'arc côtier antarctique entre le cap Adare à l'est et le mont Gauss (Gaussberg) à l'ouest. À l'intérieur de ces limites, déclare Mawson, s'étend le territoire « dont [seulement] le contour et les caractéristiques glaciaires […] élémentaires ont été fournis ». Une étude scientifique et géographique complète de ces terres doit être accompagnée d'un programme océanographique par navire,. L'AAAS répond à ces propositions avec enthousiasme. Un comité est formé sous la présidence du professeur Edgeworth David de l'université de Sydney — qui avait fait partie du groupe ayant atteint le pôle sud magnétique avec Mawson — et Mawson acquiert rapidement le soutien des communautés scientifiques et politiques, ainsi que des promesses de soutien financier d'industriels de premier plan. Assuré que son expédition est maintenant lancée en toute sécurité, Mawson se rend à Londres pour commencer les arrangements pratiques.
L'intention initiale de Mawson est d'établir sa principale base côtière au cap Adare et d'en établir d'autres plus à l'ouest. Il juge nécessaire de modifier cela quand, en mars 1911, il apprend que l'expédition de Scott envoie un groupe détaché dans la région du cap Adare. En conséquence, il décide de déplacer sa base principale bien plus à l'ouest du cap, en territoire inexploré,.

### Le navire et l'équipement
À Londres, à la recherche d'un navire convenable, Mawson sollicite l'aide de John King Davis, à qui il offre le poste de capitaine du navire et de commandant en second de l'expédition. Davis avait servi comme officier en chef du Nimrod lors de la récente expédition de Shackleton et avait agi comme capitaine lors du voyage de retour en Angleterre. Il accepte l'offre de Mawson sans hésitation,.
Mawson espère sécuriser l'un des nouveaux navires d'expédition antarctique — le Nimrod de Shackleton, le Discovery de Scott ou le Scotia  de William Speirs Bruce — mais aucun d'entre eux n'est disponible. Il se replie finalement sur l'Aurora, un vieux baleinier de Dundee, construit en 1876 pour travailler dans l'Arctique. En 1884, le navire avait participé aux efforts de sauvetage de l'expédition de la baie Lady Franklin de l'explorateur américain Adolphus Greely. Le navire coûte 6 000 £ de l'époque, ce que Mawson considère comme une bonne affaire,. Davis supervise un vaste radoub, qui comprend des modifications de son gréement et une grande réorganisation interne pour fournir un espace de vie approprié, des laboratoires et du stockage supplémentaire.
L'équipement spécialisé requis pour le programme océanographique comprend deux sondeurs : un sondeur Lucas no 1 pour des travaux à des profondeurs allant jusqu'à 10 970 mètres (6 000 brasses) prêté à l'expédition par Bruce, et une machine Kelvin plus légère pour une utilisation dans des profondeurs plus limitées. Mawson acquiert également un petit monoplan R.E.P. de Vickers, à la fois pour son utilité potentielle et sa valeur publicitaire considérable,. L'avion est expédié en Australie où il est gravement endommagé lors d'un vol de démonstration. Mawson doit d'abandonner l'idée d'un avion, mais en enlevant les ailes et en adaptant le fuselage et le moteur, il peut créer un traîneau à moteur : un « traîneau à traction aérienne »,.

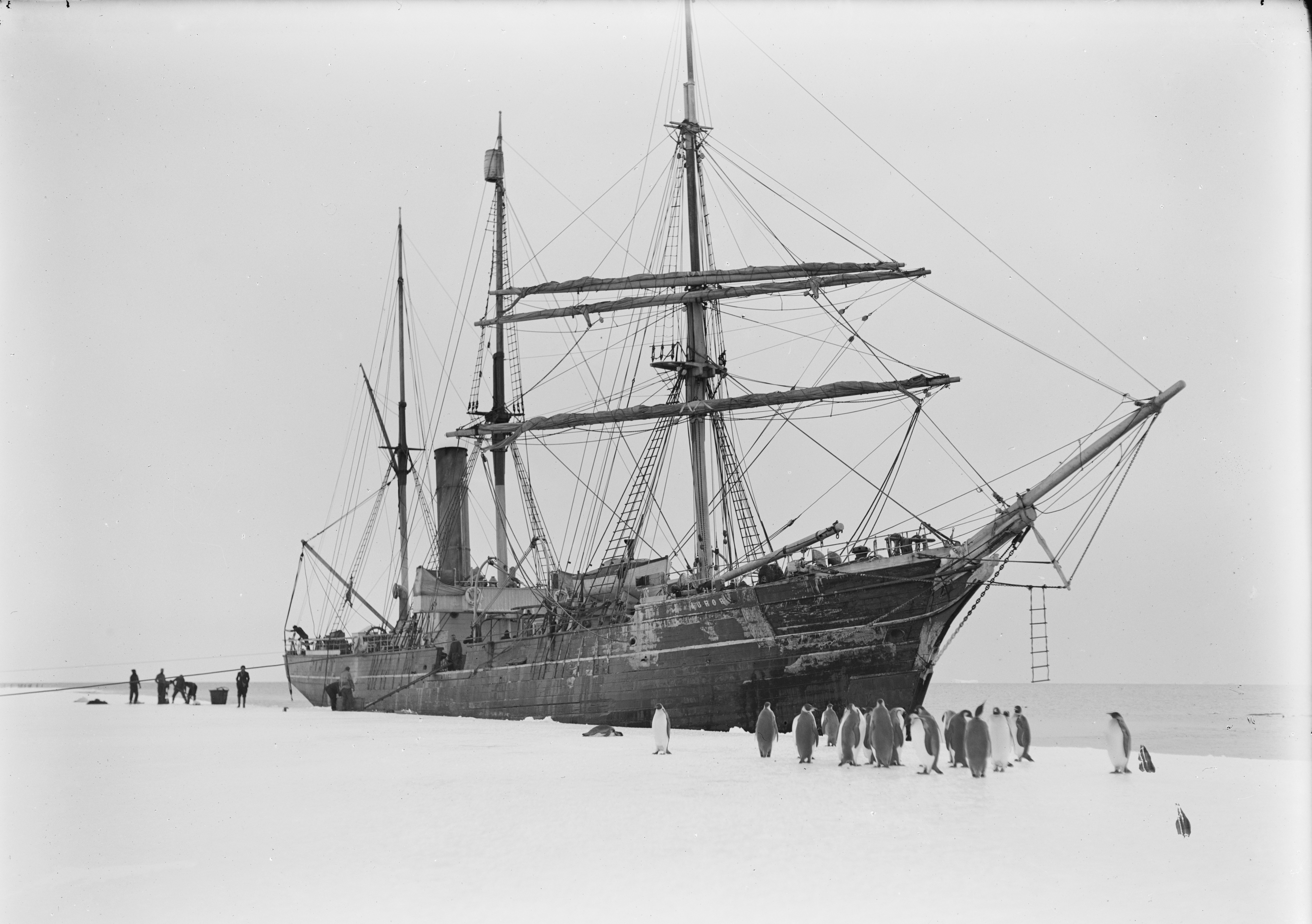
Le SY Aurora ancré à la banquise pendant l'expédition.

Les intérêts technologiques de Mawson s'étendent au nouveau domaine de la télégraphie sans fil. Après des discussions avec le Bureau météorologique du Commonwealth, il décide d'installer une base supplémentaire sur l'île Macquarie, à mi-chemin entre la Tasmanie et l'Antarctique, pour servir de station relais pour les messages sans fil entre l'Antarctique et l'Australie. L'établissement d'une base à Macquarie a l'avantage supplémentaire de permettre la première étude scientifique appropriée de l'île,.

### Les membres
Avant de retourner en Australie, Mawson recrute celui qu'il surnomme « le plus ancien résident de l'Antarctique », c'est-à-dire le vétéran polaire Frank Wild, en tant que chef de l'une des bases continentales proposées. Wild avait refusé une invitation à rejoindre l'expédition de Scott à cause de la rigidité toute militaire de cet officier. Mawson embauche également Belgrave Edward Sutton Ninnis, un lieutenant de vingt-trois ans dans les Royal Fusiliers dont le père, également appelé Belgrave Ninnis, était membre de l'expédition Arctique britannique (1875-1876),. Ninnis doit prendre en charge les cinquante chiens d'attelage de l'expédition une fois arrivés du Groenland, même s'il n'a aucune expérience préalable avec les chiens. Il doit être assisté par un autre maître-chien novice, Xavier Mertz, un Suisse champion de saut à ski et alpiniste, dont Mawson pense que l'expertise en ski peut être un atout important,.
Pour préserver le caractère principalement « australasien » de l'expédition, Mawson recrute son personnel scientifique dans les universités d'Australie et de Nouvelle-Zélande. Aux postes-clés figurent Eric Webb (en), un Néo-Zélandais de vingt-deux ans devenu responsable du magnétisme, et Cecil Madigan, également âgé de vingt-deux ans, nommé météorologue de la base principale. Madigan reporte une bourse Rhodes à l'université d'Oxford pendant un an pour rejoindre l'expédition. La décision d'établir un relais sans fil et une station scientifique sur l'île Macquarie signifie également le recrutement d'une nouvelle équipe de cinq hommes. Pour commander la station, Mawson nomme George Ainsworth du Bureau météorologique du Commonwealth, ainsi que deux techniciens spécialistes de la transmission sans fil, un géologue et un biologiste. En tant que photographe de l'expédition, Mawson engage Frank Hurley qui avait offert ses services gratuitement dès qu'il avait entendu que Mawson recrutait.

### Financement

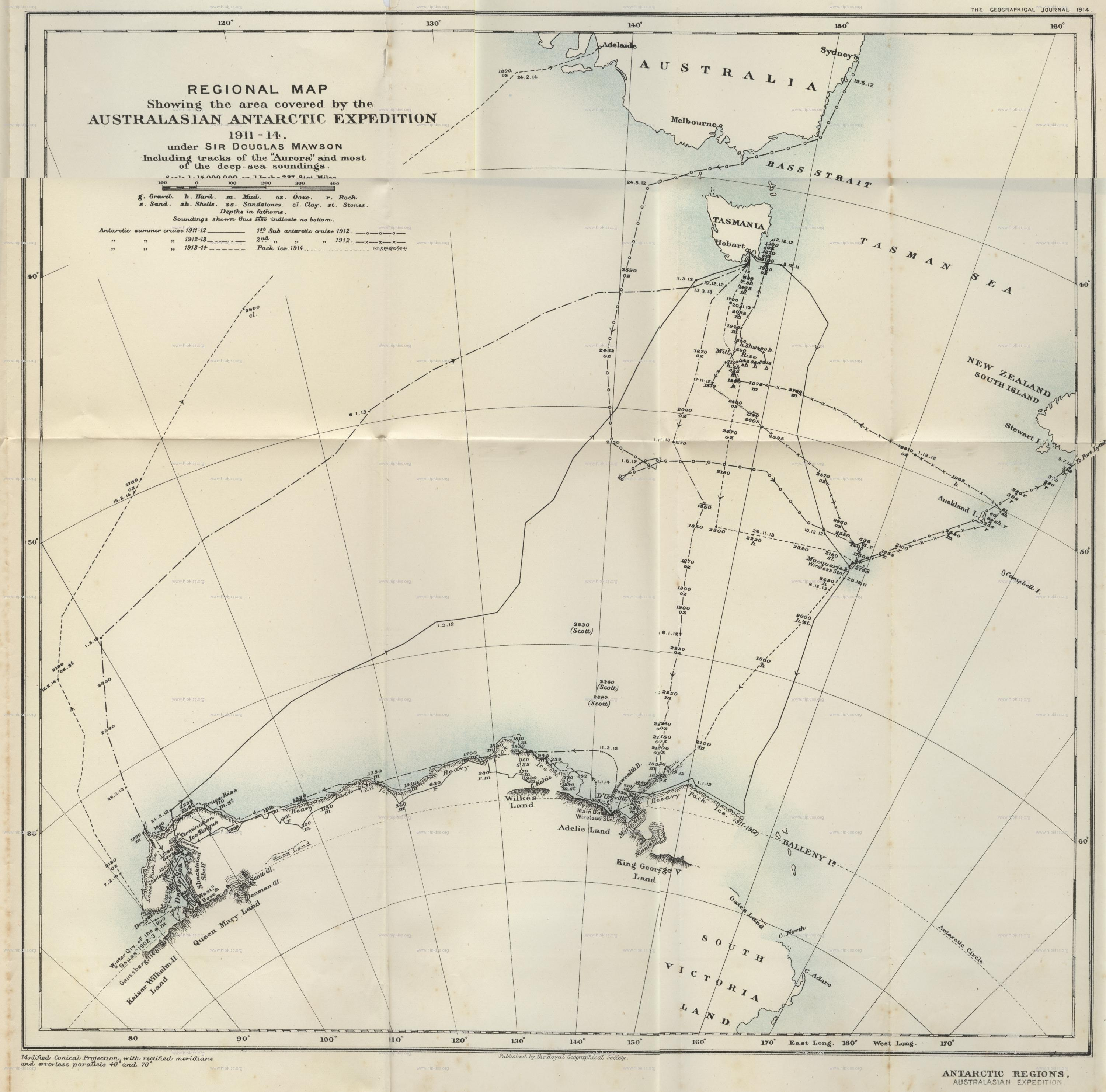
Carte de l'expédition antarctique australasienne (1911-1914).

Conformément à son engagement de soutenir l'expédition, Shackleton persuade le baron de la presse Alfred Harmsworth, 1er vicomte Northcliffe, de publier un appel de fonds dans le Daily Mail. L'appel entraîne un afflux immédiat d'argent : plus de 6 000 £ en deux jours. Le gouvernement britannique donne 2 000 £ et, après une présentation réussie de Mawson, la Royal Geographical Society contribue de 500 £,. Au total, à la suite de l'appel, les sources d'origine britanniques fournissent un montant proche de 10 000 £,.
En Australie, le gouvernement fédéral donne 5 000 £ et les gouvernements des différents États fournissent ensemble 18 500 £. Avec des dons privés et l'argent britannique, le total des fonds de l'expédition s'élève à environ 38 000 £, encore loin des engagements de dépenses, mais suffisant pour lancer l'expédition,. Les efforts de collecte de fonds se poursuivent pendant que l'expédition est sur le terrain.
Lorsque l'expédition est terminée et que le navire et les autres actifs sont vendus, le déficit global, selon la comptabilité de Mawson, est de 4 462 £ et cela, espère-t-il, doit être compensé par les redevances sur la vente du livre d'expédition et par les cachets de conférence. Il estime qu'il faut 8 000 £ supplémentaires pour publier les découvertes scientifiques. Les problèmes liés au respect de ces obligations financières préoccupent Mawson pendant de nombreuses années après l'expédition,.

## L'expédition

### Voyage vers le sud
Le 28 juillet 1911, l'Aurora quitte Londres pour Cardiff, où elle charge 500 tonnes de briquettes de charbon. Son pont regorge déjà des 48 chiens rescapés du voyage depuis le Groenland,, de traîneaux et de plus de 3 000 caisses de provisions à bord. Il quitte Cardiff le 4 août et atteint Queens Wharf, à Hobart, le 4 novembre, après un voyage de trois mois. Du carburant, des provisions et de l'équipement supplémentaires sont alors embarqués,. Mawson affrète un ferry à vapeur, le SS Toroa, pour transporter une partie de la marchandise jusqu'à l'île Macquarie,. Après une série de cérémonies, l'Aurora quitte Hobart le 2 décembre.
Le passage vers l'île Macquarie est difficile : les vagues submergent le navire à plusieurs reprises, noyant à moitié les chiens et mettant à l'épreuve les membres d'équipage. Une partie du pont de l'Aurora est balayée par les vagues et la cargaison stockée au-dessus du pont subit des dommages,. Le mauvais temps se calme finalement et ils atteignent l'île Macquarie le 13 décembre, où ils sont rejoints par le Toroa peu après. Lorsque le groupe d'Ainsworth et son équipement sont déchargés sur terre, le Toroa retourne à Hobart et le 24 décembre, après avoir effectué des travaux d'arpentage, l'Aurora met le cap vers le sud,.
Les espoirs de Mawson de trouver un littoral convenable à l'ouest du cap Adare sont vains. La côte reste cachée derrière une glace impénétrable et la terre signalée par Wilkes en 1840 semble inexistante. Alors que le navire navigue plus à l'ouest, Mawson décide de réduire ses bases terrestres de trois à deux, en consolidant la base centrale proposée avec la base principale et en plaçant Wild à la tête d'une seule base, la plus occidentale. Le 8 janvier 1912, contournant un grand glacier, ils naviguent dans un golfe que Mawson nomme plus tard baie du Commonwealth, et lors d'une exploration plus approfondie, ils découvrent une longue crique abritée qu'ils surnomment Boat Harbour. Ici, une équipe de reconnaissance trouve un endroit rocheux que les hommes nomment cap Denison, d'après Hugh Denison, l'un des premiers mécènes de l'expédition, et Mawson décide d'y établir la base principale : Mawson's Huts.

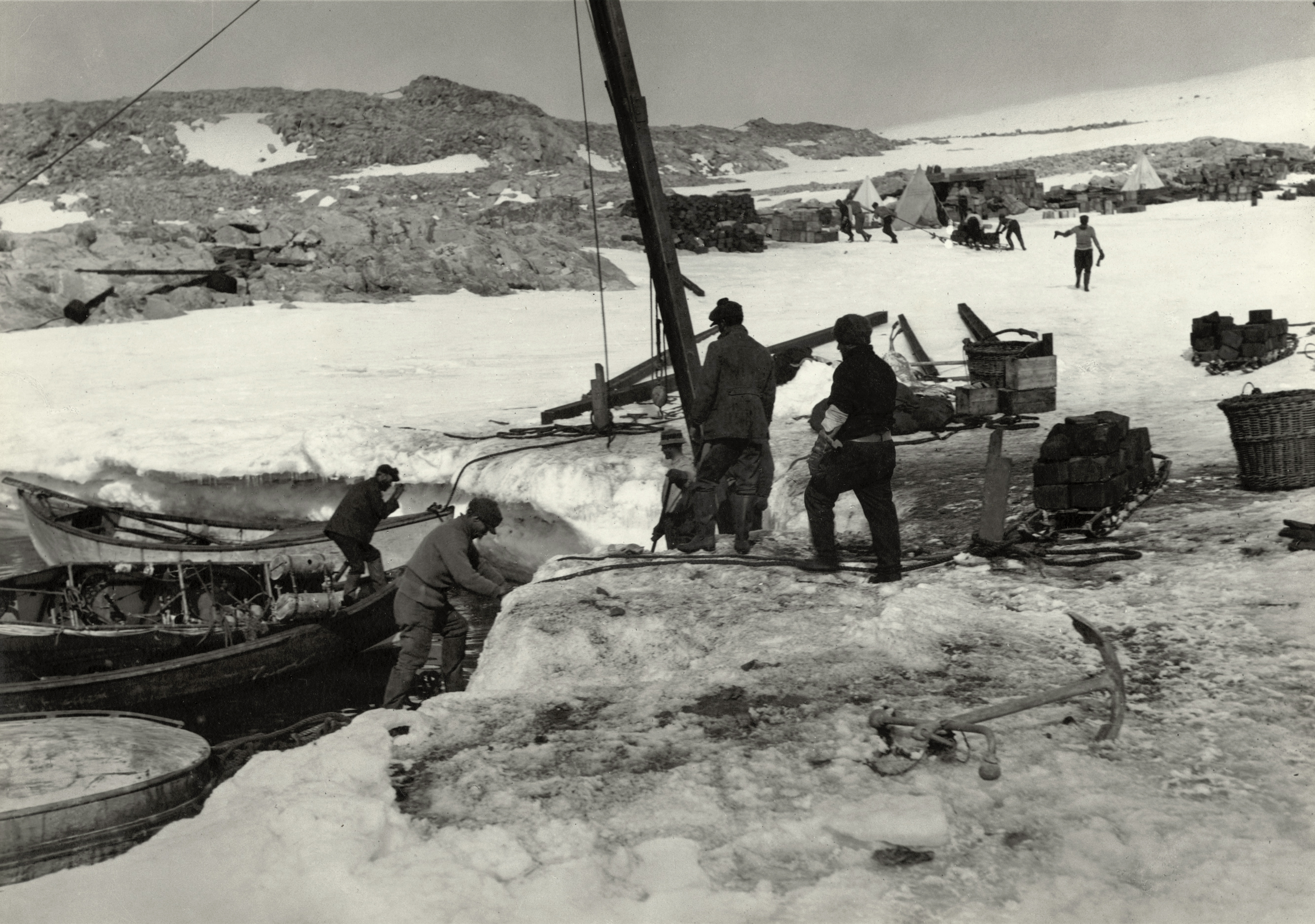
Déchargement au cap Denison en janvier 1912.

Les travaux de déchargement du navire, fréquemment interrompus par les tempêtes et les vents, se poursuivent jusqu'au 18 janvier,. Le lendemain, avec peu de temps avant le début de l'hiver, l'Aurora navigue de nouveau pour trouver un site approprié pour la base ouest de Wild.

### Camp de base du cap Denison

#### Première saison (hiver 1912)
Les quartiers principaux de la base offrent un espace de vie spacieux de 7,3 sur 7,3 mètres, avec un atelier attenant et un large appentis pour le stockage et l'habitat des chiens. Loin des huttes principales se trouvent des structures plus petites, utilisées pour les observations magnétiques. Le groupe découvre rapidement que l'emplacement choisi est un endroit exceptionnellement venteux avec de puissants vents catabatiques qui balayent la baie depuis la calotte glaciaire, avec des tempêtes qui frappent fréquemment la côte et d'intenses tourbillons localisés qui mettent à l'épreuve les hommes et l'équipement. Carsten Borchgrevink, hivernant au cap Adare en 1899-1900, avait signalé des vitesses de vent dépassant fréquemment 64 kilomètres par heure et, sur une période de 12 heures, des vents moyens supérieurs à 130 kilomètres par heure, avec des rafales estimées à plus de 164 kilomètres par heure,. Ils se sont donc installés sans le savoir dans l'un des sites les plus venteux de l'Antarctique ; Mawson enregistrant fréquemment des rafales entre 240 et 290 kilomètres par heure au cap Denison,. De plus, le blizzard y souffle 285 jours par an.
Mawson prévoyait, avant l'hiver, d'expérimenter les traîneaux et, le 1er mars, il réussit, avec Madigan et Bob Bage, un voyage de huit kilomètres avant de déposer un traîneau et des vivres dans un dépôt intermédiaire et de retourner au camp principal,. Pendant les cinq mois qui suivent, la vie est largement concentrée dans les abris et centrée sur diverses activités scientifiques. Certains travaux extérieurs sont bien inévitables et les météorologues et les magnéticiens effectuent donc leurs lectures quotidiennes quelles que soient les conditions. Dans de rares accalmies, des efforts sont faits pour ériger les mâts sans fil et établir le contact avec l'île Macquarie, mais après des échecs répétés, ces tentatives sont temporairement abandonnées fin avril.

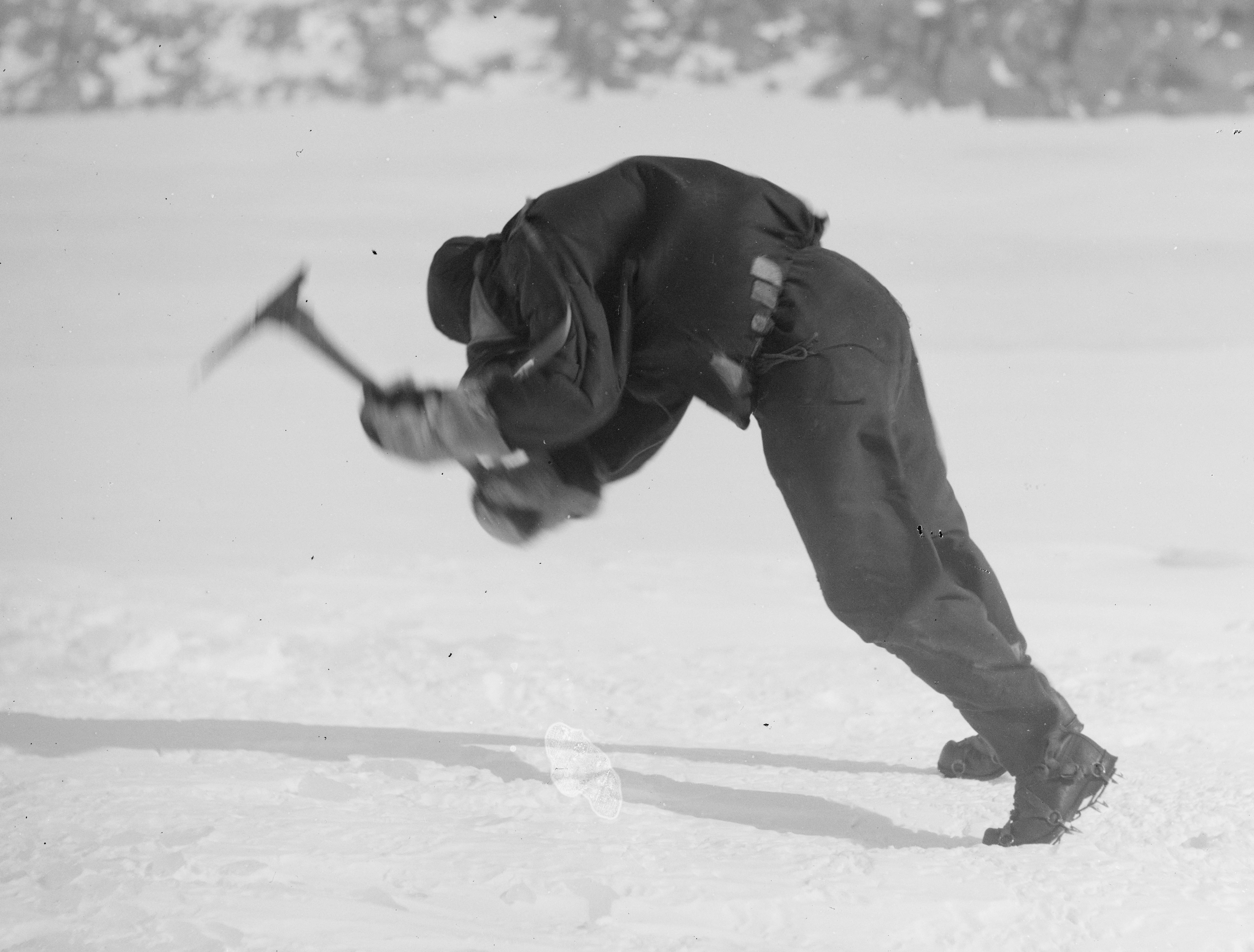
Le blizzard du cap Denison est particulièrement puissant.

La routine générale de la vie au camp est animée par des célébrations élaborées d'anniversaires, se terminant souvent par des concerts improvisés. Quand il y a une pénurie d'anniversaires, d'autres occasions sont célébrées. Mawson rapporte que même l'anniversaire du « premier éclairage de Londres par le gaz » est observé avec joie. La bibliothèque de l'expédition est largement utilisée, en particulier les livres qui apportent, d'après Mawson, « le souffle soudain d'un monde de chaleur et de couleur, de richesse et de vivacité ».
Le 9 août, Ninnis et Mertz s'aventurent pour transporter des provisions jusqu'au dépôt établi en mars. Ils nomment cet endroit « la caverne d'Aladdin »,. Le début du mois de septembre voit une accalmie dans la météo, ce qui permet de terminer les travaux sur les mâts sans fil. Ils commencent à émettre vers l'île Macquarie mais ne reçoivent rien en retour. Plusieurs trajets en traîneau sont possibles en septembre avant que le temps ne se gâte à nouveau et, le 9 octobre, un vent particulièrement violent fait s'effondrer les mâts sans fil récemment érigés,.

#### Voyages en traîneaux (1912-1913)

##### Objectifs généraux
Le 27 octobre 1912, Mawson annonce ses plans pour la saison à venir. Une équipe dirigée par Bage se dirigerait vers le sud, vers le pôle magnétique, faisant des observations magnétiques en cours de route. Une équipe, sous le commandement de Madigan, explorerait et cartographierait le littoral à l'est du cap Denison. Dans le même temps, une équipe sous le commandement de Frank Bickerton prendrait le traîneau motorisé pour explorer le plateau à l'ouest,.

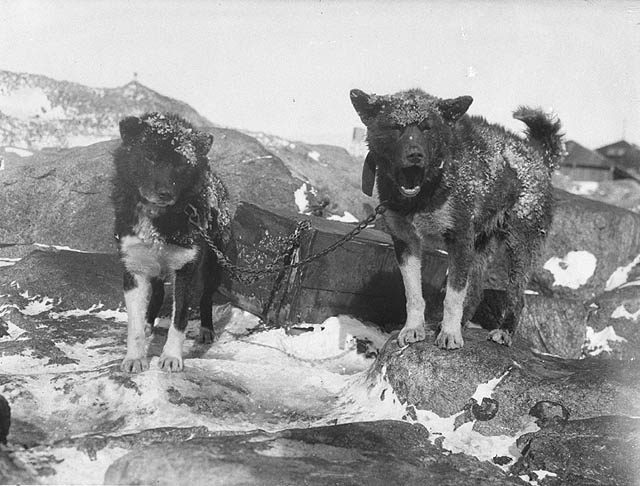
Basilisk et Ginger, deux des chiens de traîneaux au cap Denison.

Le plus long voyage serait entrepris par une autre équipe, composée de Mertz, Ninnis et Mawson, qui prendrait les chiens et tenterait d'atteindre la terre de Oates, à quelque 560 kilomètres de distance dans les environs du cap Adare. D'autres membres de l'expédition formeraient des groupes de soutien pour les principaux voyages,. Toutes les équipes seraient tenues de retourner à la base avant le 15 janvier 1913, date à laquelle l'Aurora devait les récupérer.

##### Groupe de l'est lointain
Le groupe de l'est lointain de Mawson part le 10 novembre et parcourt de bonnes distances lorsque le temps le permet. Le 14 décembre, ils sont à plus de 480 kilomètres en direction de la terre de Oates. Peu après midi, alors que Mawson s'arrête pour calculer la latitude, il voit que Mertz s'est arrêté et regarde derrière lui : il n'y a aucun signe de Ninnis. Mawson et Mertz reviennent sur leurs pas et trouvent une crevasse d'environ 3,4 mètres de large avec des traces de l'autre côté qui indiquent clairement que Ninnis, avec son traîneau et ses chiens, est tombé dans ces profondeurs. Loin en dessous sur un rebord, ils peuvent voir les corps de deux chiens et les débris du traîneau, mais aucun signe de Ninnis,. Leurs cordes restantes sont bien trop courtes pour atteindre même le premier rebord qu'ils mesurent à une profondeur de 46 mètres, ils n'ont donc pas d'autre choix que d'espérer que Ninnis réponde à leurs cris. Ils passent ainsi plusieurs heures à appeler mais n'ayant reçu aucune réponse, ils sont forcés de le porter pour mort.

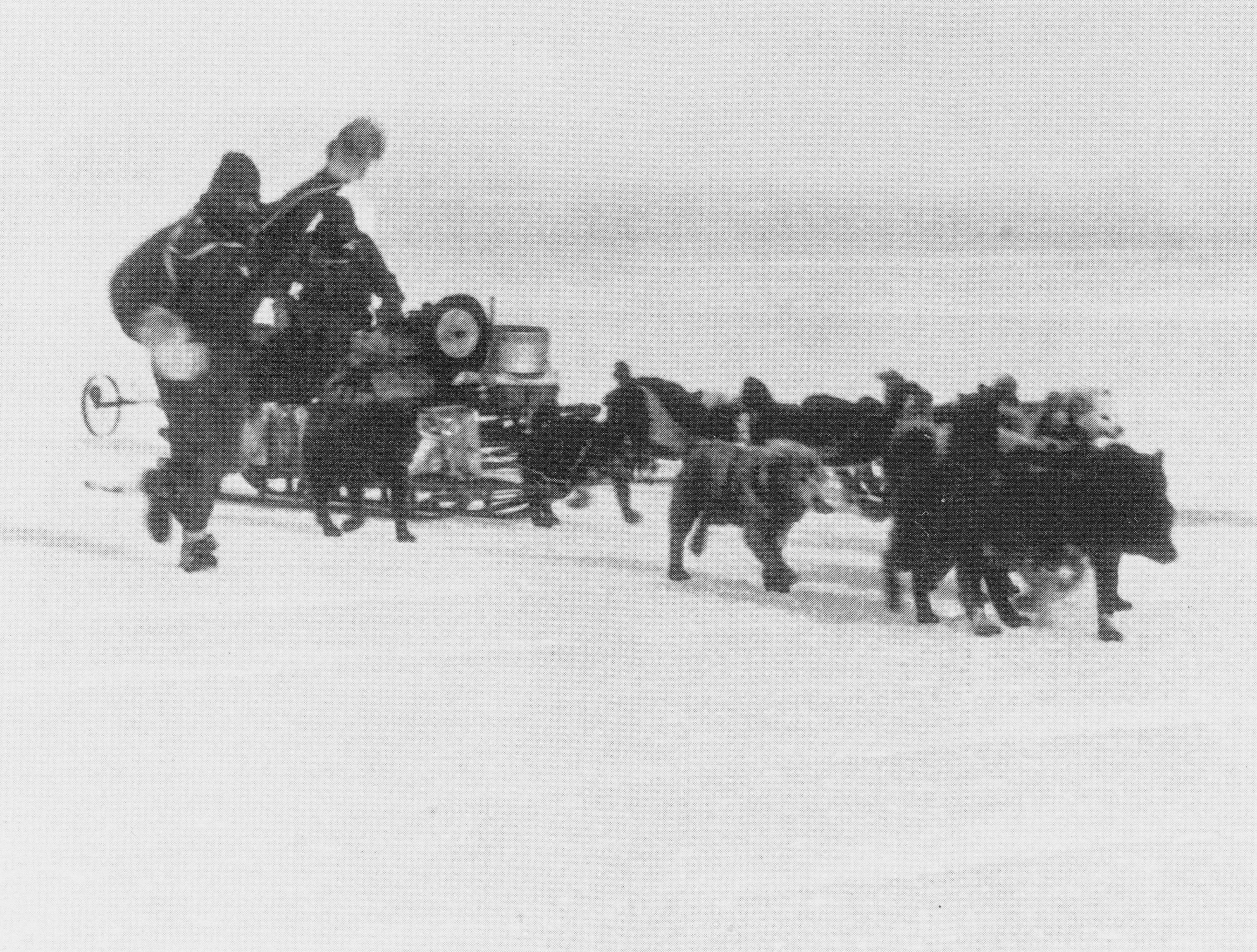
Mertz et Ninnis au début du voyage du groupe de l'est lointain en 1912.

Choqués par la perte soudaine de leur compagnon, Mawson et Mertz doivent maintenant réfléchir à leur propre sort. Le traîneau de Ninnis transportant la plupart de leurs provisions et de leur équipement, ainsi que toute la nourriture pour les chiens, ce ne leur laisse donc qu'environ onze ou douze jours de rations. Pour atteindre la base, ils doivent augmenter ces maigres fournitures en tuant et en mangeant les chiens survivants. Ils voyagent régulièrement au cours des jours suivants, malgré le fait que Mawson souffre de « cécité des neiges ». Le 25 décembre, ils calculent qu'ils sont à 254 kilomètres du cap Denison. Le 29 décembre, ils tuent le dernier chien. Les deux hommes se sentent mal, mais à partir du jour de l'an 1913, il y a une détérioration soudaine et rapide de la santé de Mertz : au-delà des engelures, il délire et est agité. Après un retard lié à la météo, ils reprennent leur voyage le soir du 3 janvier 1913, mais ils ne peuvent aller bien loin avant que le temps et les engelures de Mertz ne les forcent à s'arrêter de nouveau. L'état de Mertz continue de s'aggraver et, bien que Mawson parvienne à le transporter sur son traîneau, ils ne peuvent pas couvrir beaucoup de terrain. Mertz meurt le matin du 8 janvier,. Mawson est à environ 160 kilomètres de la base, ce qui, a-t-il observé, est une distance relativement courte pour un homme en bonne santé, mais un long chemin pour un homme faible et affamé,.
Après avoir enterré Mertz et marqué sa tombe, Mawson se prépare pour le voyage en solitaire à venir. Pour alléger son fardeau, il utilise un petit outil de poche pour couper son traîneau en deux. Le 11 janvier, le temps s'éclaircit et il part. Son extrême faiblesse et, en particulier, l'état de ses pieds, l'empêchent de parcourir de grandes distances. Le 17 janvier, il tombe dans une crevasse et ne doit sa survie qu'à une corde du traîneau, lequel n'est pas tombé. Il lui faut plus de quatre heures pour sortir de ce mauvais pas. Alors qu'il se rapproche de la base, il est contrarié par le mauvais temps. Le 29 janvier, il découvre un cairn, laissé par une équipe de recherche, avec de la nourriture et un message lui disant qu'il se trouve à 37 kilomètres de la caverne d'Aladdin.
- Mawson, Mertz et Ninnis (10 novembre – 14 décembre 1912)
- Mawson et Mertz (14 décembre 1912 – 8 janvier 1913)
- Mawson (8 janvier – 8 février 1913)

Le trajet aller du « groupe de l'est lointain » du camp de base principal du cap Denison dans le nord-ouest, à travers les glaciers Mertz et Ninnis, puis le trajet retour.

Trois jours plus tard, Mawson atteint la caverne où il découvre plus de provisions. Il lui manque toutefois la paire de crampons supplémentaires dont il a besoin pour effectuer la descente finale vers le camp de base. En effet, il a jeté sa dernière paire de crampons après avoir passé le dernier glacier quelques jours plus tôt, pensant qu'il y aurait une autre paire à la caverne d'Aladdin. Le mauvais temps l'empêche de repartir avant le 8 février, mais pendant ce temps, il réussit à fabriquer une paire de crampons rudimentaires avec du bois et de clous des caisses de provisions. Alors qu'il descend la pente finale vers la base, il pense apercevoir de la fumée à l'horizon qu'il suppose venir du navire en partance. Lorsqu'il arrive à la base, il constate finalement que le navire est en effet parti plus tôt dans la journée, mais en laissant un groupe de cinq personnes — Bickerton, Bage, Madigan, Alfred Hodgeman et Archibald Lang McLean et un nouveau technicien sans fil, Sidney Jeffryes — comme sauveteurs pour les hommes disparus. Mawson contacte le navire par radio, demandant à Davis de revenir et de récupérer le groupe mais Davis ne parvient pas à s'ancrer à la baie du Commonwealth à cause d'un violent coup de vent. Après être resté au large pendant une journée et craignant qu'avec des retards supplémentaires l'Aurora n'atteigne pas la base ouest de Wild avant d'être bloqué par les glaces hivernales, Davis abandonne le camp de base, laissant le groupe cap Denison passer une autre année sur place.

##### Autres groupes
Le groupe côtier est de Cecil Madigan quitte le camp de base le 8 novembre, suivant le littoral vers l'est. Ils continuent, cartographiant au fur et à mesure et collectant des échantillons géologiques et biologiques, juste au-delà de la marque du 150e méridien est, à environ 430 kilomètres du lieu de leur départ. Près de ce point, ils découvre un promontoire rocheux, de plus de 300 mètres de haut, avec une magnifique structure colonnaire ressemblant à des tuyaux d'orgue. Madigan le décrit comme une « cathédrale de la nature » et il est ensuite nommé Horn Bluff, d'après William Horn (en), l'un des mécènes de l'expédition. Lors de leur voyage de retour, ils célèbrent le jour de Noël en campant sur une langue glaciaire, ignorant que Mawson et Mertz campent dans la partie supérieure du même glacier. Après avoir terminé un repérage complet des côtes, le groupe de Madigan retourne à la base le 16 janvier 1913.
L'équipe sud de Bob Bage quitte le cap Denison le 10 novembre et marche vers le sud en direction du pôle magnétique alors que Webb effectue des observations magnétiques quotidiennes. Ils découvrent rapidement que les perturbations magnétiques gênent les lectures de la boussole et ils se dirigent par le soleil, « un substitut plus qu'efficace », d'après Bage. Le 21 décembre, ils sont à 484 kilomètres de la base. Cependant, leurs lectures magnétiques indiquent qu'ils sont encore à une certaine distance du pôle Sud magnétique. Pour éviter le risque de manquer le navire, ils font demi-tour. La dernière partie de ce voyage est épuisante, car ils passent à côté de leur dernier dépôt de nourriture et doivent donc parcourir rapidement 100 kilomètres pour atteindre la base le 11 janvier 1913,.

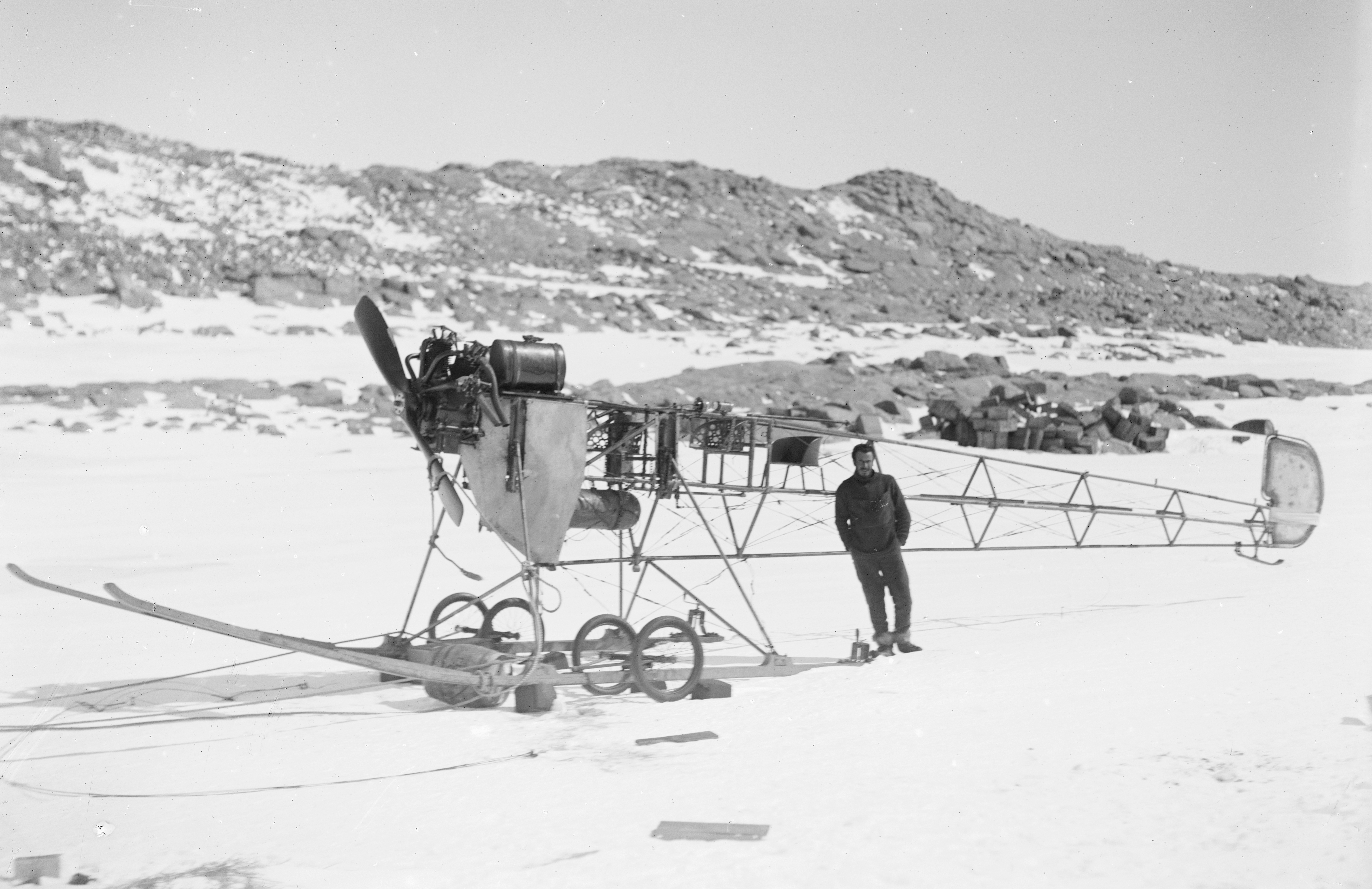
Le « traîneau à traction aérienne » en 1912 sur une photographie de Frank Hurley.

L'équipe ouest retarde son départ jusqu'au 3 décembre, espérant qu'un meilleur temps facilite le fonctionnement du « traîneau à traction aérienne ». La machine fonctionne de manière satisfaisante lors des essais, et elle fonctionne bien au départ, mais à seize kilomètres de la base, l'un de ses cylindres commence à avoir des ratés. Le problème s'aggrave et le moteur cale soudainement en détruisant l'hélice. Le traîneau à traction aérienne, souffrant des basses températures, est abandonné et le groupe poursuit son voyage à pied, parcourant 254 kilomètres vers l'ouest à travers le plateau avant de rentrer. Leur découverte géologique la plus importante est une météorite : une chondrite qui est la première découverte en Antarctique,.

#### Seconde saison (1913-1914)
Pour le groupe laissé au cap Denison, l'hiver arrive tôt, les confinant principalement à la hutte principale pendant de nombreux mois. Le programme d'observations magnétiques et météorologiques de l'année précédente reprend, tout comme les routines de la vie quotidienne à la base. De nombreux membres du groupe trouvent qu'ils ont du temps libre et McLean, dans la tradition des expéditions précédentes, en profite pour éditer et produire un magazine, l'Adelie Blizzard,. Une amélioration majeure par rapport à l'année précédente est qu'à partir du 20 février, un contact sans fil régulier avec l'île Macquarie est établi, ce qui permet au groupe de rester en contact avec le monde extérieur jusqu'au 8 juin, lorsque des vents violents font de nouveau tomber les mâts sans fil,.

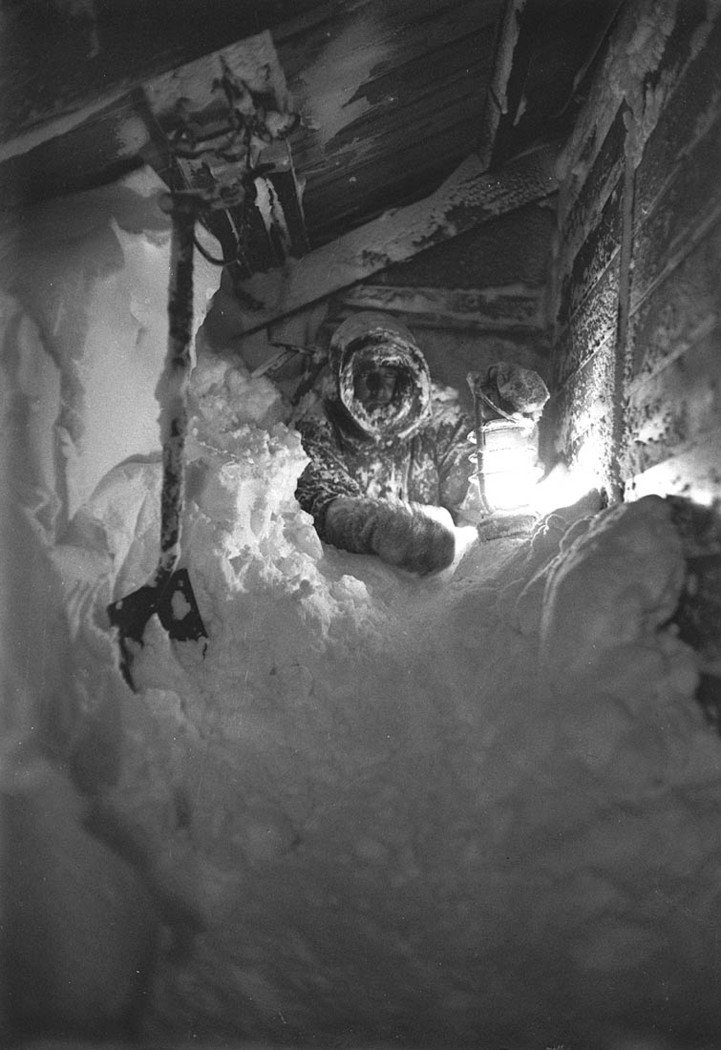
Hodgeman retournant à l'abri après avoir pris des relevés météorologiques.

L'opérateur sans fil, Sidney Jeffryes, était initialement un membre consciencieux et respecté du groupe, mais à partir de la mi-juin, son comportement commence à se détériorer. Il devient maussade et agressif, provoquant ses compagnons de fortune à se battre, marmonnant dans sa barbe, développant une mentalité de persécution et négligeant son hygiène. C'est assez alarmant pour le reste du groupe et lorsque les mâts sans fil sont réérigés au début du mois d'août, Jeffryes commence à envoyer des messages étranges, affirmant que tous les autres, à l'exception de Mawson, sont devenus fous et essayent de l'assassiner,,. Bickerton commence à se former à l'utilisation du sans fil et Mawson envoie un message à Ainsworth basée sur l'île Macquarie pour censurer toutes les communications reçues de Jeffryes. Enfin, dans une période de semi-lucidité, Jeffryes demande à être relevé de ses fonctions et Bickerton reprend définitivement le rôle d'opérateur sans fil.
Alors que le temps s'améliore, Mawson décide d'organiser un dernier voyage avec Madigan et Hodgeman, principalement pour récupérer du matériel qui avait été jeté ou mis en dépôt lors des voyages de l'année précédente. En cela, ils échoue largement, retournant à la base le 12 décembre avec l'Aurora arrivant le lendemain Ils quittent finalement le cap Denison le 24 décembre 1913. En s'éloignant, ils peuvent voir la croix, érigée sur un terrain élevé par Bickerton et McLean, commémorant leurs camarades perdus, Ninnis et Mertz,.

### Groupe de la base ouest
Mawson espère placer la base ouest à environ 800 kilomètres (et pas plus de 970 kilomètres) à l'ouest du cap Denison, pour rendre possible la communication sans fil entre les bases,. Après le débarquement du groupe principal du cap Denison en janvier 1912, l'Aurora navigue vers l'ouest, bien au-delà de la marque des 800 kilomètres, sans trouver de point d'accostage approprié. Le 15 février, ils sont à 2 410 kilomètres du cap Denison et risquent d'être pris dans les glaces pour l'hiver lorsqu'ils trouvent une grande plate-forme de glace. Faute d'autres options, Wild la sonde comme site pour la base et, malgré la possibilité que la glace se brise, il décide de tenter sa chance,.

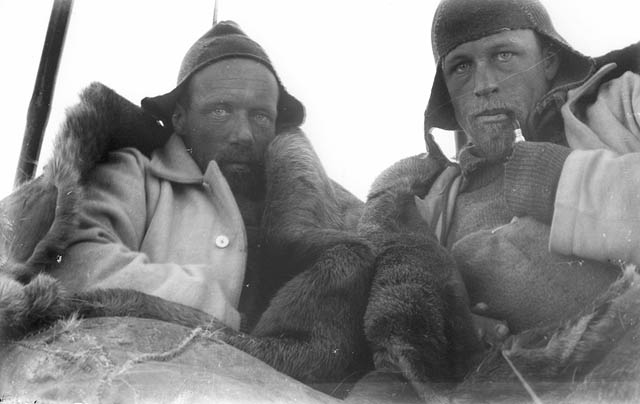
Frank Wild et Andrew Watson durant un voyage en traîneau.

La base est établie le 21 février, quand l'Aurora reprend la mer pour Hobart. Wild donne à cette banquise le nom de barrière de Shackleton d'après l'explorateur Ernest Shackleton dont l'anniversaire tombe le 15 février. Les tentatives d'établir un contact sans fil avec le cap Denison échouent logiquement par la distance, l’incapacité à ériger un mât approprié et des manques importants dans l'équipement de transmission. Le navire découvre en parallèle notamment un lieu de reproduction de manchots à l'instar du cap Crozier près de l'île Haswell
Au cours de l'année suivante, le groupe de la base ouest termine un programme de travail chargé. Cela comprend deux grands trajets en traîneau à l'est et à l'ouest de la base, cartographiant un total de plus de 560 kilomètres. Ils effectuent également plusieurs voyages de pose de dépôts et une exploration du plateau intérieur, tout en réalisant régulièrement des observations météorologiques, géologiques, magnétiques et scientifiques.
Wild mène un voyage en traîneau à 237 kilomètres à l'est avant d'être arrêté par une glace infranchissable. Une équipe dirigée par Sydney Evan Jones a parcouru 377 kilomètres à l'ouest pour atteindre le mont Gauss, le volcan éteint découvert par l'expédition Gauss d'Erich von Drygalski en 1902. En février 1913, le groupe attend avec impatience le retour de l'Aurora. Manquant de provisions pour une autre année à la base, ils se préparent à la possibilité que le navire n'arrive pas en constituant des stocks de viande de phoque et de manchots, mais à leur grand soulagement, le navire apparaît le 23 février. Le soir même, les hommes, leur équipement et leurs effets personnels sont à bord, et le navire est en route pour Hobart.

### Île Macquarie

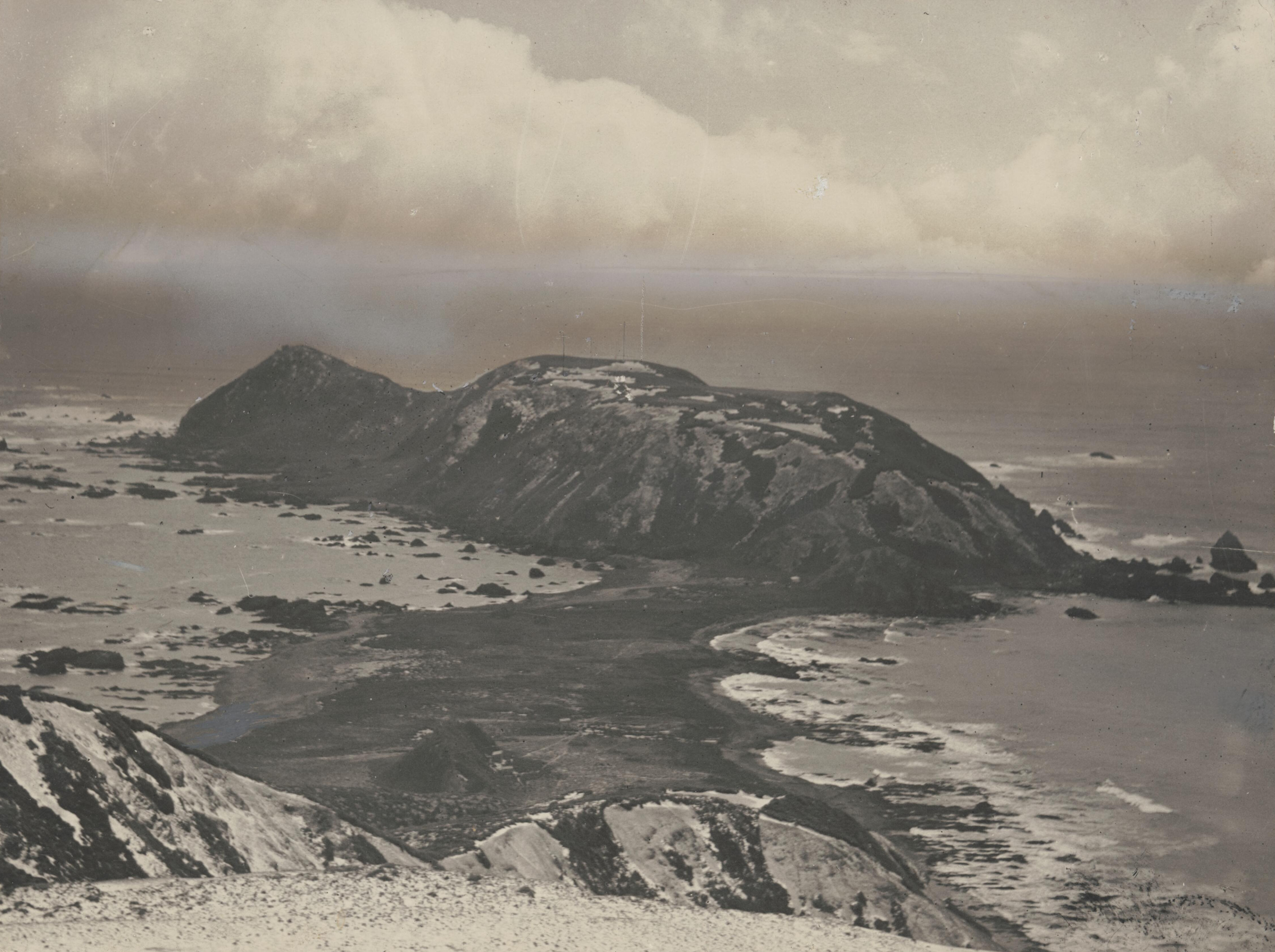
Wireless Hill, sur l'île Macquarie.

Le groupe d'Ainsworth commence des observations météorologiques quotidiennes à partir du 1er janvier 1912 et la station sans fil est érigée sur un haut promontoire baptisé Wireless Hill. À la mi-février, la station prend contact avec Sydney et, le 12 mai, transmet des bulletins météorologiques quotidiens à Wellington. Les signaux du cap Denison sont entendus pour la première fois le 25 septembre. Pourtant, le camp de base ne parvient pas à recevoir de messages de Macquarie,.
Le 20 février 1913, une communication bidirectionnelle avec le cap Denison est finalement établie et des messages sont régulièrement échangés. L'équipe basée à Macquarie, qui s'attend à être rapatriée, apprend en mars que le camp de base est opérationnel pour une deuxième saison et que la station Macquarie doit donc rester ouverte jusqu'en novembre. Mawson indique par radio que le navire de ravitaillement peut récupérer n'importe quelle personne qui souhaiterait partir en mai, mais tous choisissent de rester.
Les conditions hivernales rigoureuses empêchent les navires de ravitaillement de les atteindre jusqu'au 20 août, date à laquelle les provisions et les réserves de carburant sont proches de l'épuisement. Arthur Sawyer, qui tombe malade, est évacué de l'île. L'Aurora arrive le 29 novembre, lorsque le reste du groupe de l'île Macquarie est récupéré, remplacé par des membres du Bureau météorologique du Commonwealth.

### Travaux océanographiques
Les principaux travaux océanographiques de l'expédition sont effectués lors de deux croisières en 1912, et lors d'un voyage côtier en 1914, après le dégagement final du cap Denison. La première croisière, de mai à juillet 1912, comprend une étude, au sud-ouest de la Tasmanie, à l'emplacement supposé des îles de la Compagnie Royale, îles fantômes qui restent recherchées sans succès à de nombreuses reprises. L'Aurora ne trouve aucune trace d'elles non plus, ni d'aucun étalement du fond marin qui puisse suggérer des îles englouties. La principale zone de recherche océanographique se situe sur la mer autour de l'île Macquarie, ainsi que plus au nord-est, vers les îles Auckland. La seconde croisière, en novembre 1912, revient dans ces mêmes eaux. À trois jours de navigation de Hobart, la profondeur du fond marin diminue soudainement, passant des 3 550 mètres mesurés la veille à 1 448 mètres. Un nouveau sondage, pris en cas d'erreur, produit 1 452 mètres. Davis interprète cela comme la preuve d'une crête submergée qui aurait pu faire partie d'un pont terrestre reliant l'Australie à l'Antarctique à l'époque préhistorique. Les sondages ultérieurs n'étayent cependant pas cette théorie.

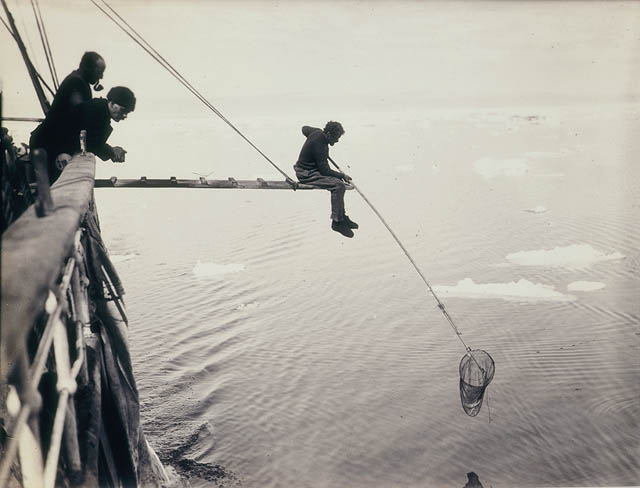
Harold Hamilton capturant des spécimens depuis l'Aurora.

Après que les autres membres de l'équipe du cap Denison ont été récupérés en décembre 1913, Mawson décide qu'avant de rentrer chez eux, ils doivent effectuer une étude de la côte et des fonds marins à l'ouest, jusqu'à la barrière de Shackleton. Cette tâche s'avère éprouvante et conduit à des dissensions entre Mawson et Davis, qui est à ce moment-là en manque de sommeil et épuisé. Les travaux commencent le 1er janvier 1914 et sont pour la plupart achevés le 2 février. Après une période ardue à naviguer dans la glace, au cours de laquelle Davis quitte rarement le pont, l'Aurora commence le voyage de retour.

## Postérité
Le 26 février 1914, l'Aurora atteint Adélaïde et y reçoit un accueil enthousiaste. Durant le mois suivant, Mawson s'engage dans une série chargée de réceptions et de réunions scientifiques, à la suite de laquelle il s'embarque pour Londres, le 1er avril, accompagné de son épouse, Paquita Delprat, qu'il a épousée la veille. À Londres, il donne des conférences à la Royal Geographical Society, rend visite aux parents de Ninnis et est reçu à la Marlborough House par la reine mère Alexandra et sa sœur, Dagmar l'impératrice douairière de Russie. Le 29 juin, avant son retour en Australie, il est fait chevalier au palais de Buckingham par le roi George V, et reçoit ensuite de nombreuses autres distinctions, dont la médaille du fondateur de la Royal Geographical Society en 1915.
De retour en Australie, Mawson fait face à la réalité des dettes de l'expédition. Il propose que le gouvernement australien achète l'Aurora et les équipements de l'expédition pour 15 000 £ — un montant, estime-t-il, qui non seulement couvre toutes les dettes impayées, mais finance la production des rapports scientifiques — mais le gouvernement rejette cette idée. Au lieu de cela, il vend l'Aurora à Ernest Shackleton pour seulement 3 200 £ afin qu'il mène une expédition transantarctique : la future expédition Endurance. Mawson espère régler le solde de la dette grâce à la vente de sa chronique de l'expédition, The Home of the Blizzard, et avec les bénéfices du film et des photographies de Frank Hurley. Le déclenchement de la Première Guerre mondiale plus tard en 1914 retarde la publication du livre, tandis que la distribution du film est entravée par des problèmes contractuels et par une monopolisation de l'attention du public vers la guerre. En conséquence, les rapports scientifiques sont produits au coup par coup au cours des trente années suivantes, le dernier sortant en 1947.

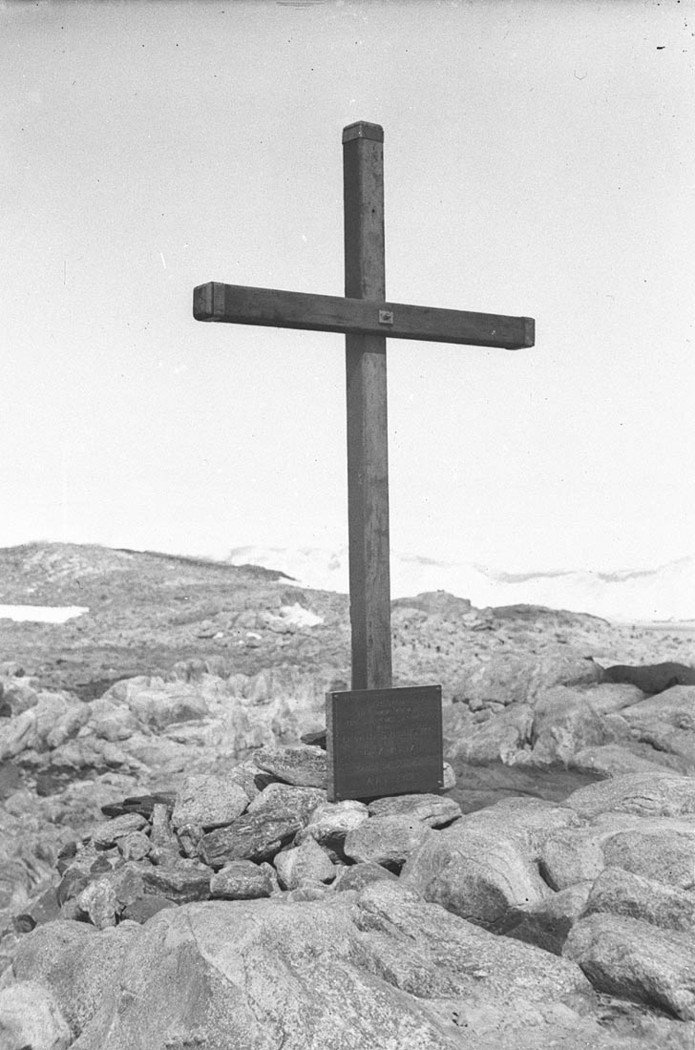
Avant leur départ, l'équipe du cap Denison érige une croix à la mémoire de Ninnis et Mertz.

De nombreux membres du personnel de l'expédition s'enrôlent dans les forces armées lorsque la guerre éclate : Bage — déjà officier des Royal Australian Engineers — est tué lors de la bataille des Dardanelles en 1915, et Leslie Blake, le cartographe et géologue du groupe de l'île Macquarie, meurt après avoir été grièvement blessé par un obus en France en 1918,. Plusieurs retournent dans l'Antarctique : Mawson en tant que chef de l'expédition BANZARE en 1929-1931; Davis, en tant que capitaine de l'Aurora pour le voyage de secours du groupe de la mer de Ross dans l'expédition Endurance, et en tant que capitaine du Discovery lors de la première étape de l'expédition BANZARE ; Hurley comme photographe de l'expédition Endurance et l'expédition BANZARE. Wild rejoint également l'expédition Endurance et, en 1921, il accompagne Shackleton lors de sa dernière expédition, prenant le relais en tant que chef après la mort soudaine de Shackleton en janvier 1922. Charles Harrisson, qui est membre du groupe de la base ouest, visite l'île Macquarie en 1914, mais son navire disparaît sans laisser de trace lors de son voyage de retour en Australie.
Deux jours après son arrivée à Adélaïde, Jeffryes prend un train pour se rendre chez lui à Toowoomba, mais il n'y arrive jamais. Un mois plus tard, il est retrouvé près de Stawell errant dans la brousse. Il passe l'année suivante dans des asiles, mais après une agression contre un membre du personnel, il est interné dans un asile criminel à Ararat où il meurt en 1942. Sa famille critique vivement le manque de soins et de sympathie de Mawson, lui écrivant de nombreuses lettres apparemment sans réponse. En 2018, Jeffryes est finalement honoré par la dépose d'une plaque commémorative au cimetière d'Ararat, près de sa tombe restée anonyme.
De la fin de l'année 2013 au début de 2014, le MV Akademik Chokalski réalise une expédition-croisière organisée par le climatologue Chris Turney de l'université de Nouvelle-Galles du Sud, dont le but est de suivre les traces de l'expédition antarctique australasienne. Le brise-glace se retrouve pris dans une tempête puis bloqué dans la banquise de la baie du Commonwealth pendant une dizaine de jours avec 52 passagers à son bord, et plusieurs autres navires brise-glace doivent être déroutés pour l'aider.
Une expédition australienne de la Mawson's Huts Foundation part sur les traces de Mawson en 2009 et 2010, et retrouve la carcasse de l'avion grâce à des appareils à résonance magnétique nucléaire et à une conjoncture favorable. L'appareil, aperçu pour la dernière fois en 1975 était pris depuis lors dans les glaces, mais une marée basse exceptionnelle liée à la pleine lune permet de découvrir les restes de l'avion le jour de l'an 2010. Des pièces de l'avion sont récupérées et ramenées en Australie en vue d'être exposées.

## Bilan
Les travaux scientifiques de l'expédition couvrent les domaines de la géologie, de la biologie, de la météorologie, du magnétisme terrestre et de l'océanographie. Les vastes quantités de données permettent la création de plusieurs rapports publiés sur une période de trente ans. Ces rapports fournissent une description détaillée des conditions météorologiques extrêmes de l'Antarctique et de sa vie animale et végétale. Il s'agit de la première expédition à établir avec succès un contact sans fil entre le continent antarctique et le continent australien, via la station relais sur l'île Macquarie ; elle fournit également les premières études et cartographies de l'île. Ses huit principaux voyages en traîneaux parcourent un total de 4 180 kilomètres, tandis que l'Aurora navigue le long de 2 900 kilomètres de côtes inexplorées, cartographiant le plateau continental sur 55° de longitude. Les photographies et le film de Hurley fournissent un dossier pictural complet,,.
De nombreuses caractéristiques antarctiques portent des noms rendant hommage aux membres de l'expédition, notamment le cap Mawson, la côte de Mawson, la péninsule de Mawson, le nunatak Madigan, le glacier Mertz et le glacier Ninnis,. L'expédition est la première étape vers les revendications territoriales ultérieures de l'Australie sur le continent antarctique et cela à une plus grande échelle que n'importe lequel de ses prédécesseurs sur le terrain. Frank Hurley résume le caractère de l'expédition : « Shackleton a greffé la science sur l'exploration — Mawson a ajouté l'exploration à la science ». Selon l'historien Gordon Hayes, « l'expédition de Mawson, jugée par l'ampleur à la fois de son ampleur[Quoi ?] et de ses réalisations, était la plus grande et la plus accomplie expédition qui ait jamais navigué en Antarctique ».
L'alpiniste, explorateur et philanthrope néo-zélandais Edmund Hillary relève également que ce dernier voyage de Mawson est pour lui la plus impressionnante des excursions en solitaire en Antarctique. D'autres observateurs le comparent au « pire voyage au monde » décrit par Apsley Cherry-Garrard sur la fin tragique de l'expédition Terra Nova (1910-1913) dirigée par Robert Falcon Scott.

Sélection de photographies de Frank Hurley sur l'expédition
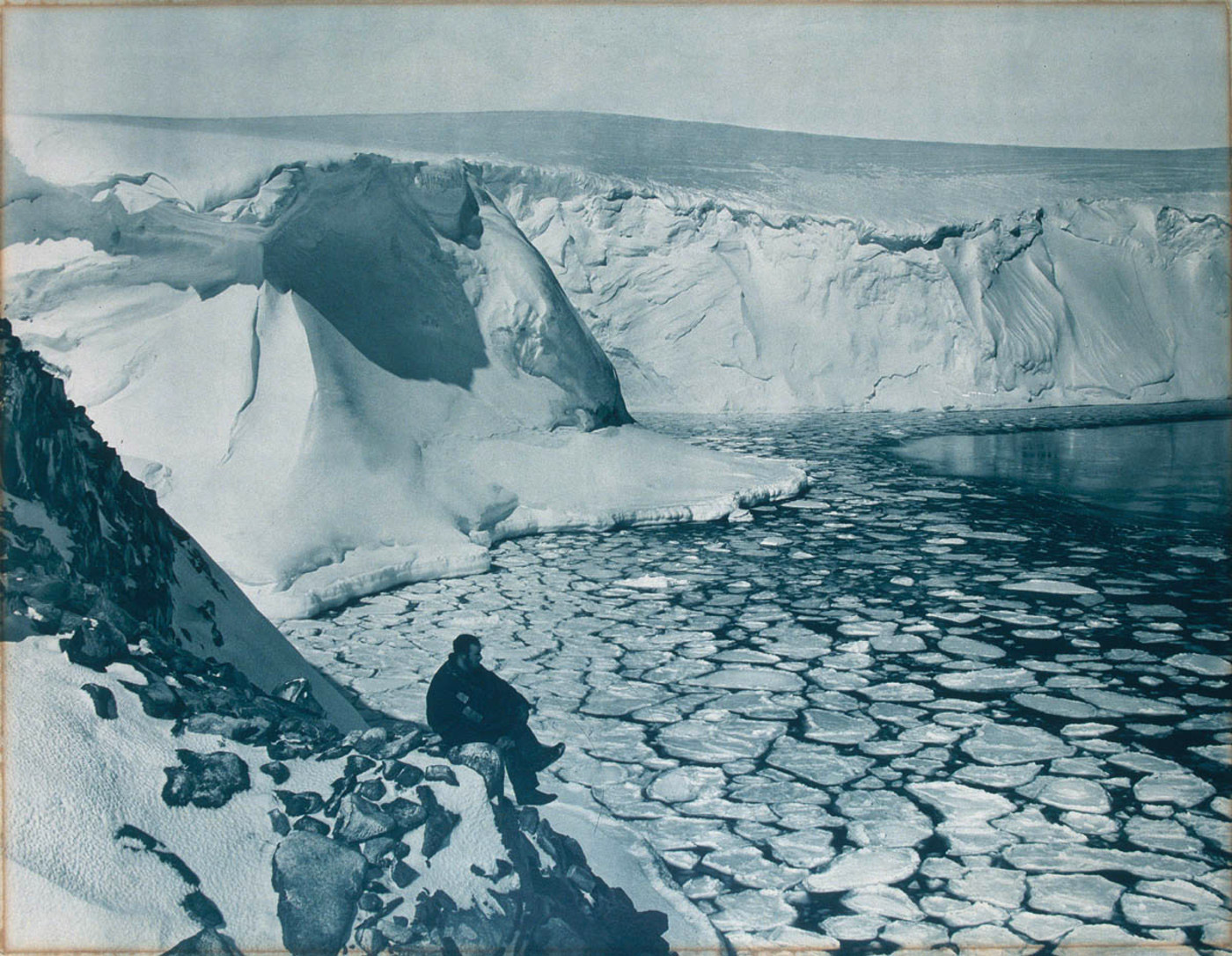
Bickerton assis en surplomb de la baie du Commonwealth.
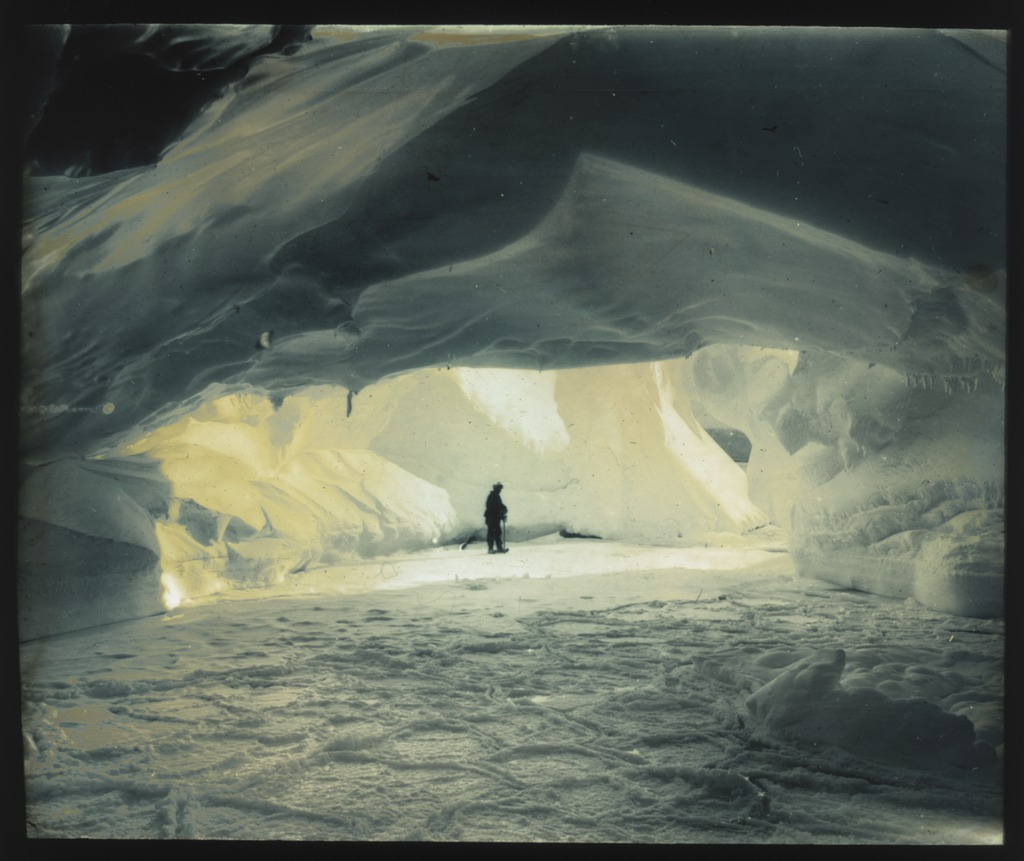
Une caverne visitée lors l'expédition.
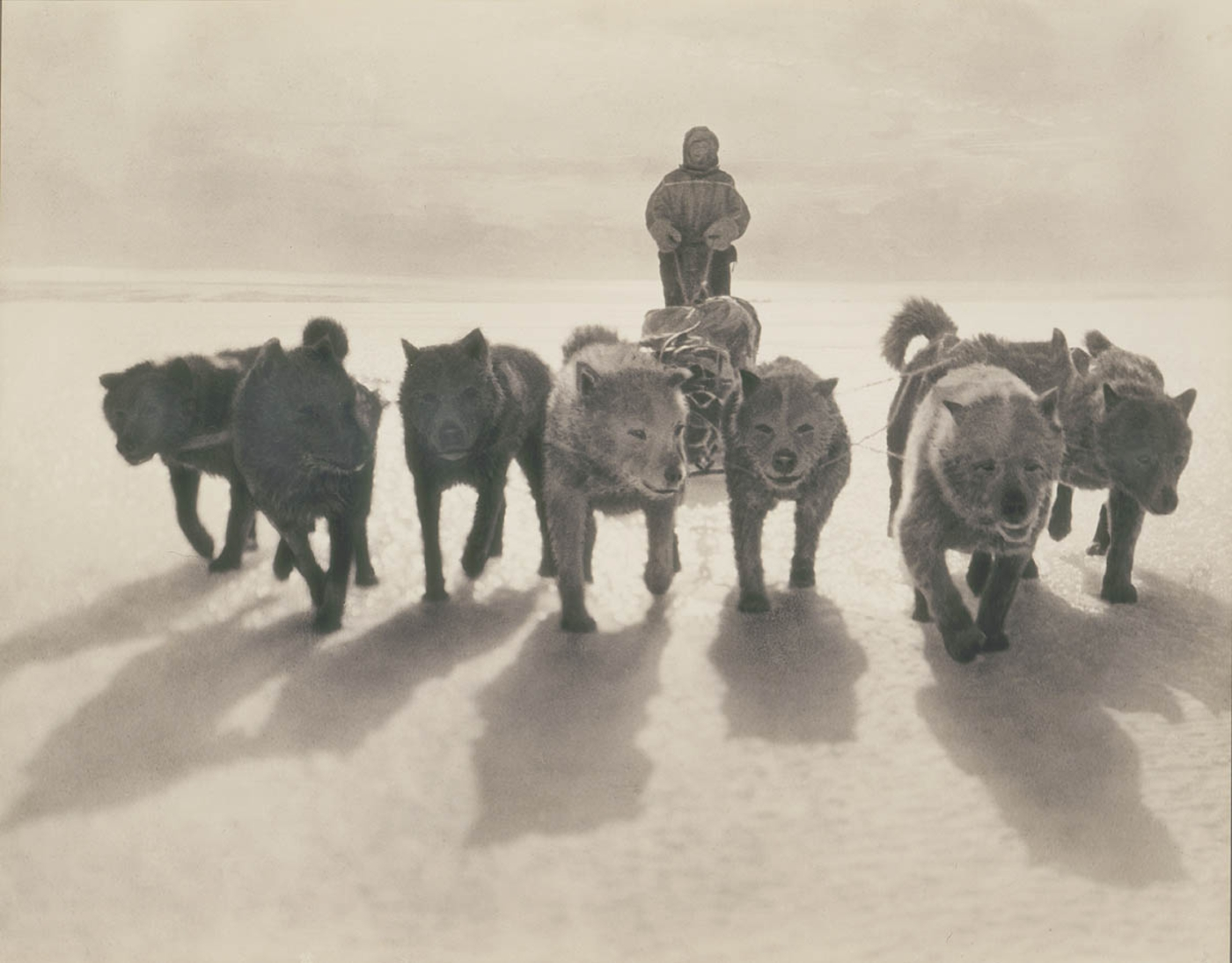
Des chiens tirant Ninnis.
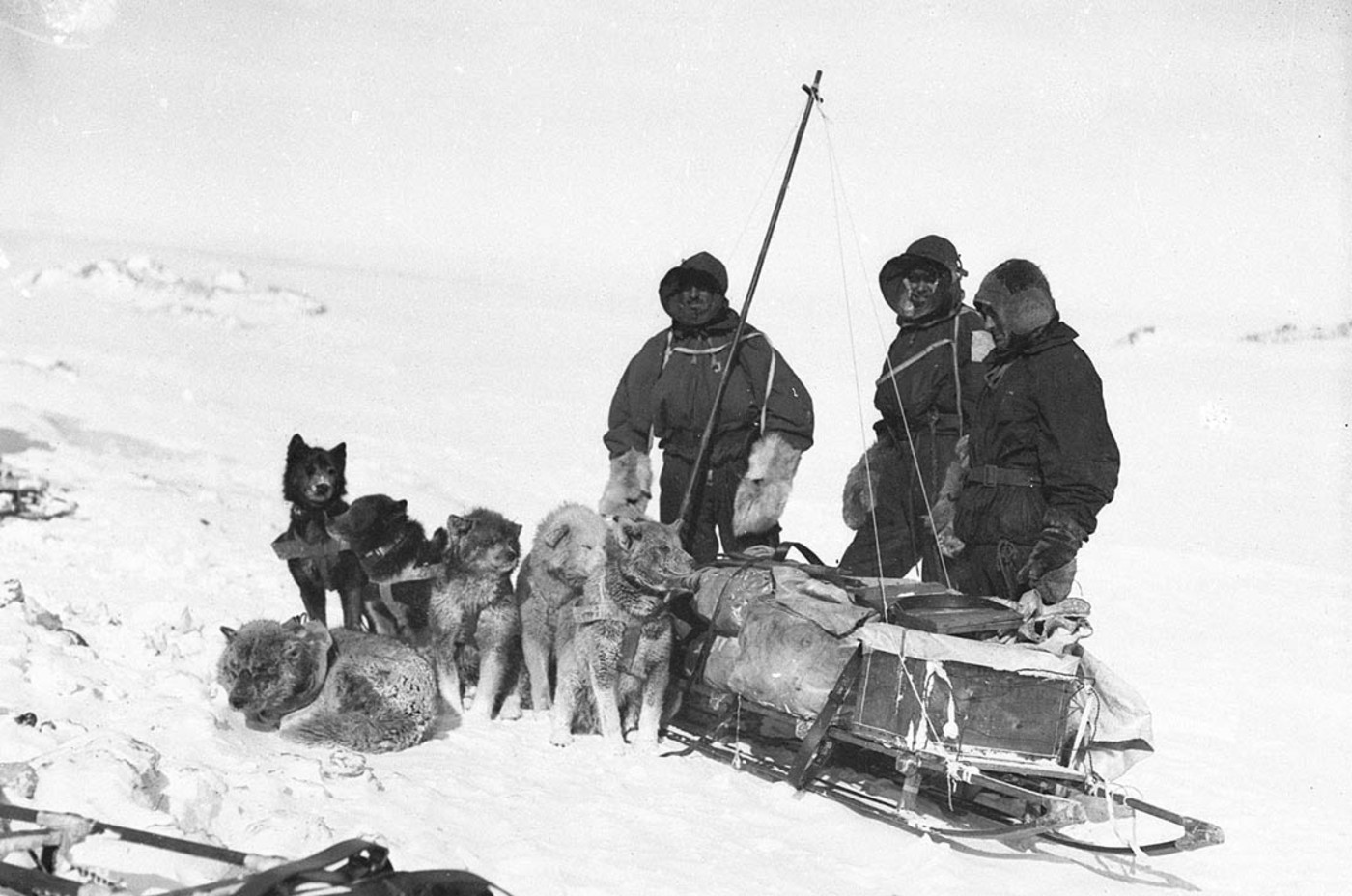
Mertz, Ninnis et Murphy sur le chemin de la caverne d'Aladdin.
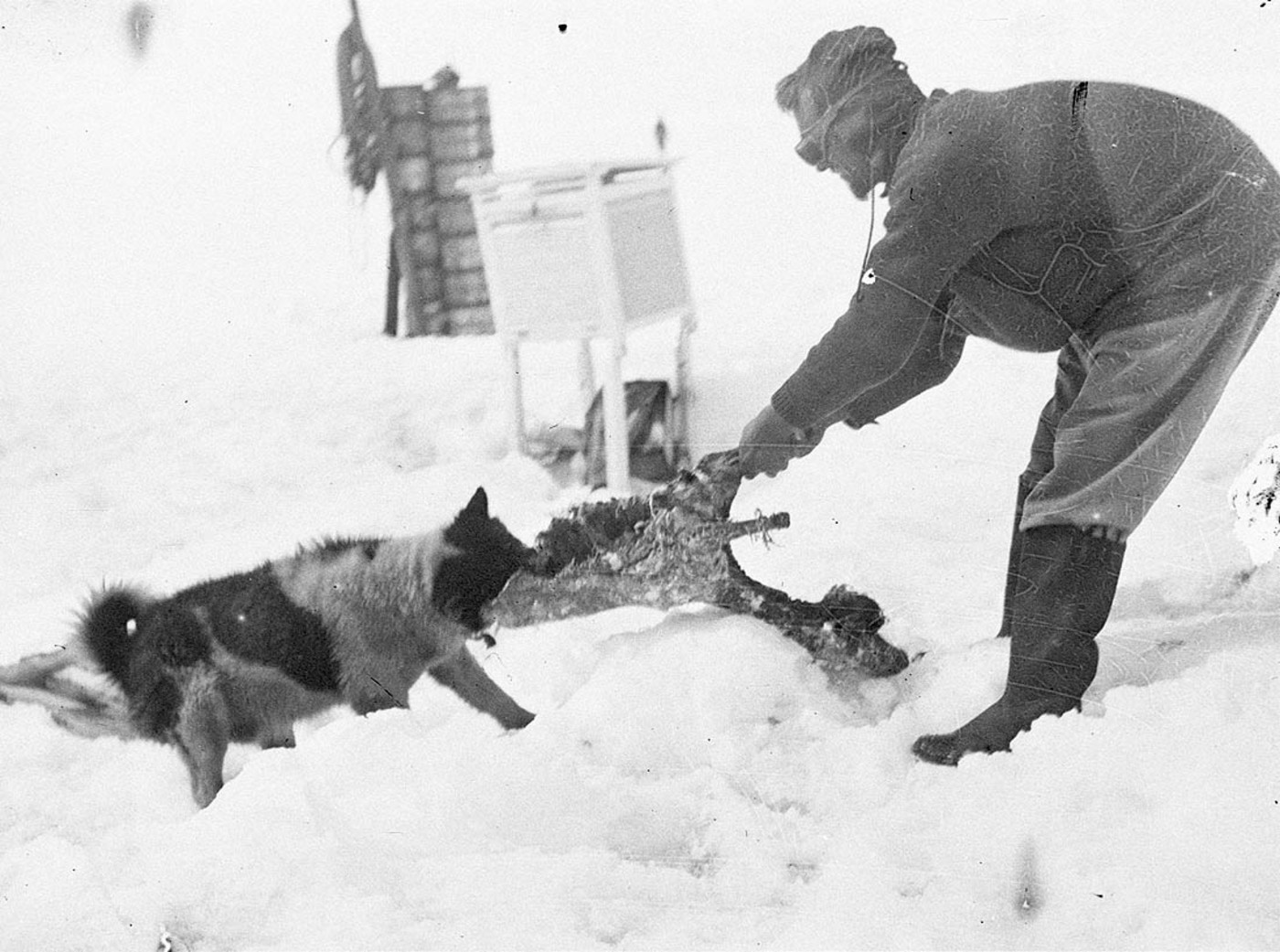
Un chien arrachant un bout de viande.
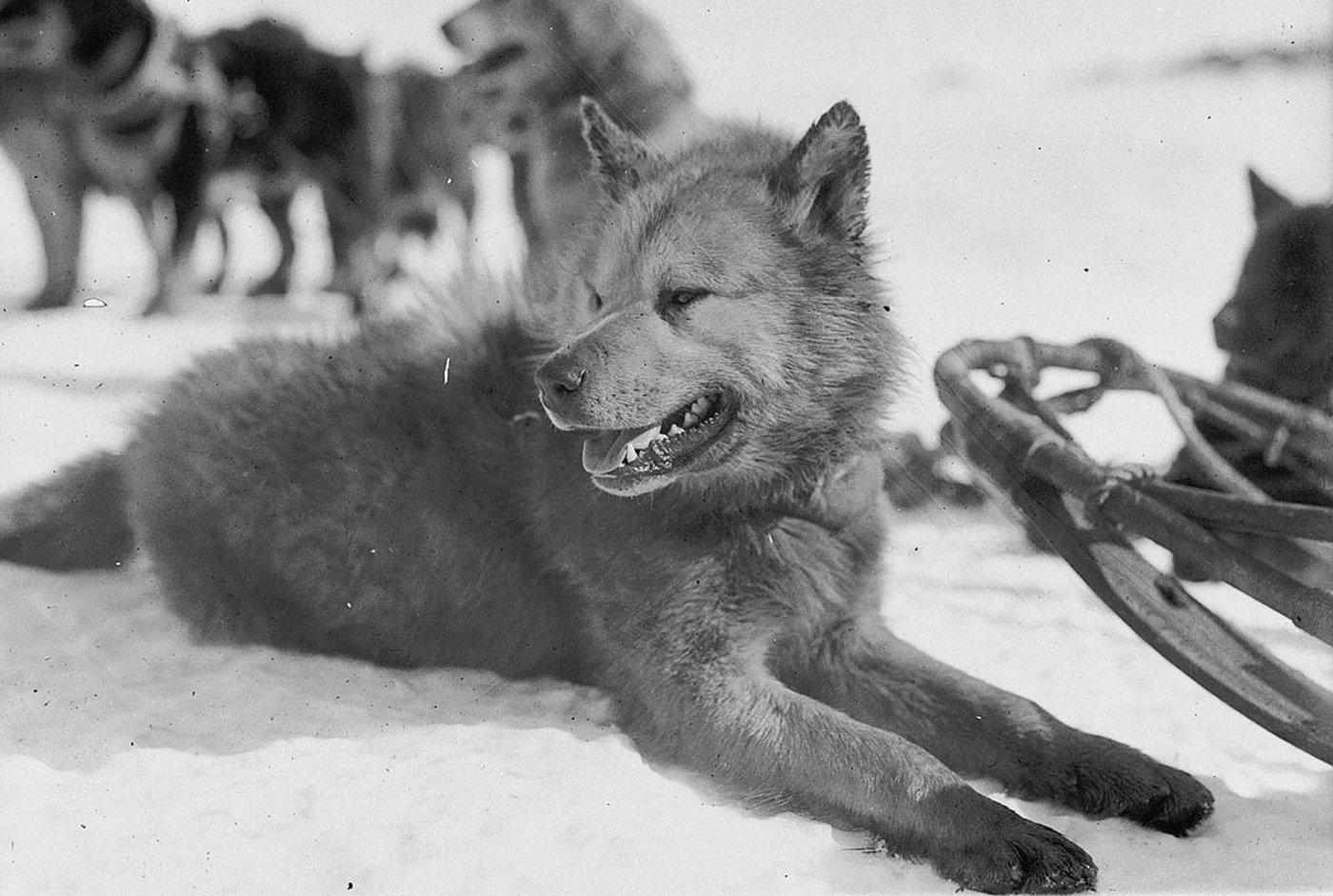
L'un des chiens de l'expédition.
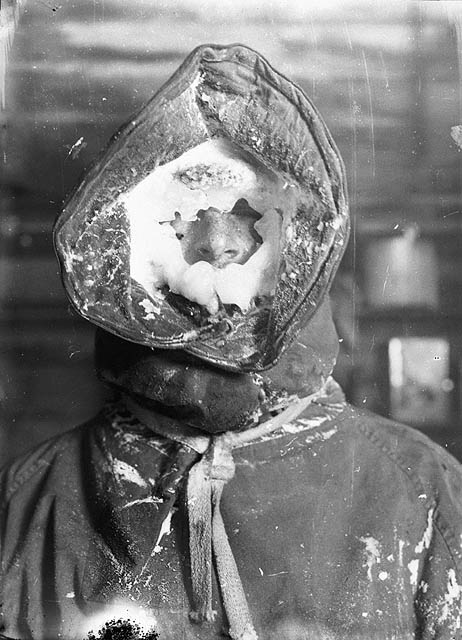
Le visage de Madigan pris dans la glace.
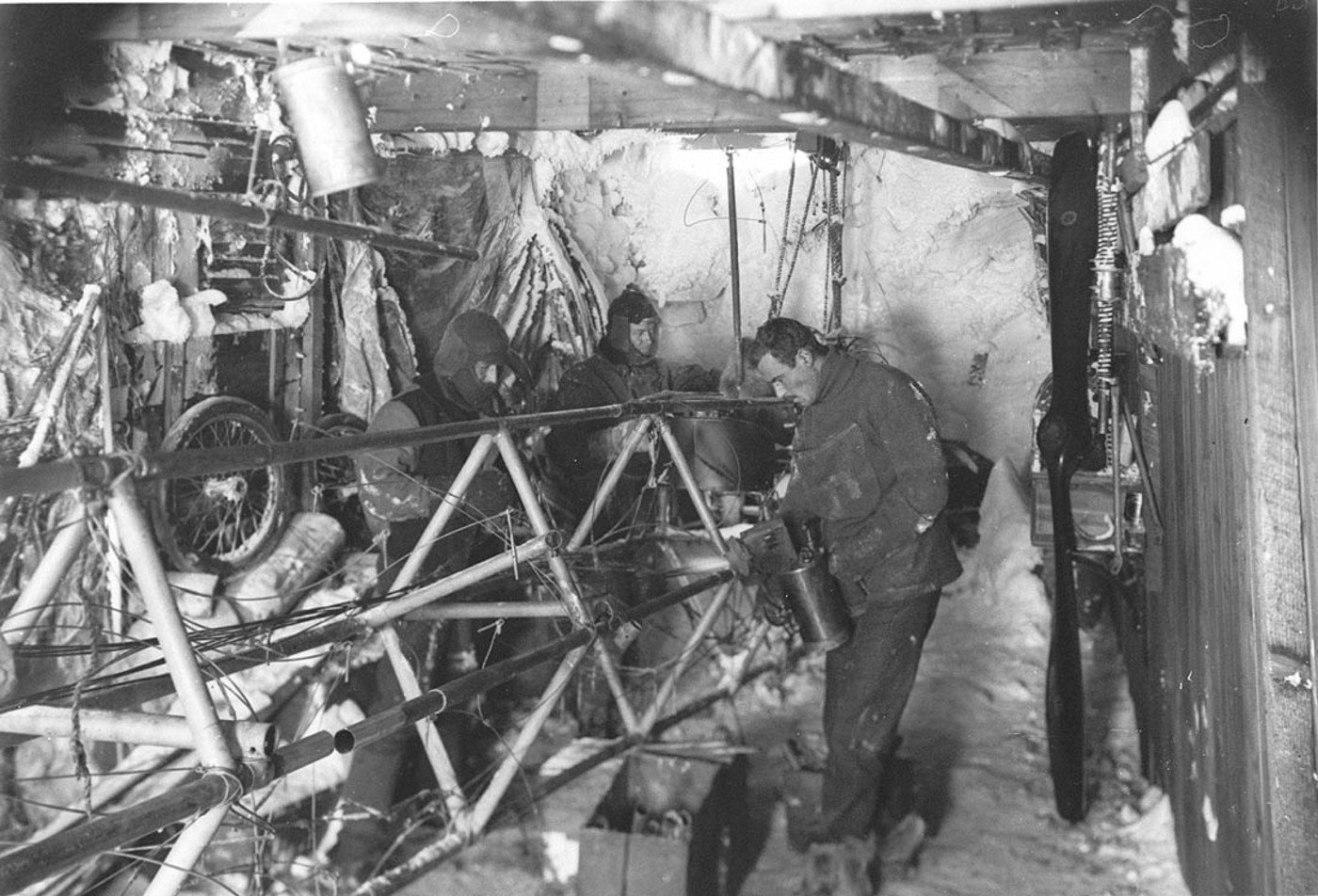
Bage, Ninnis et Bickerton travaillant sur l'avion.
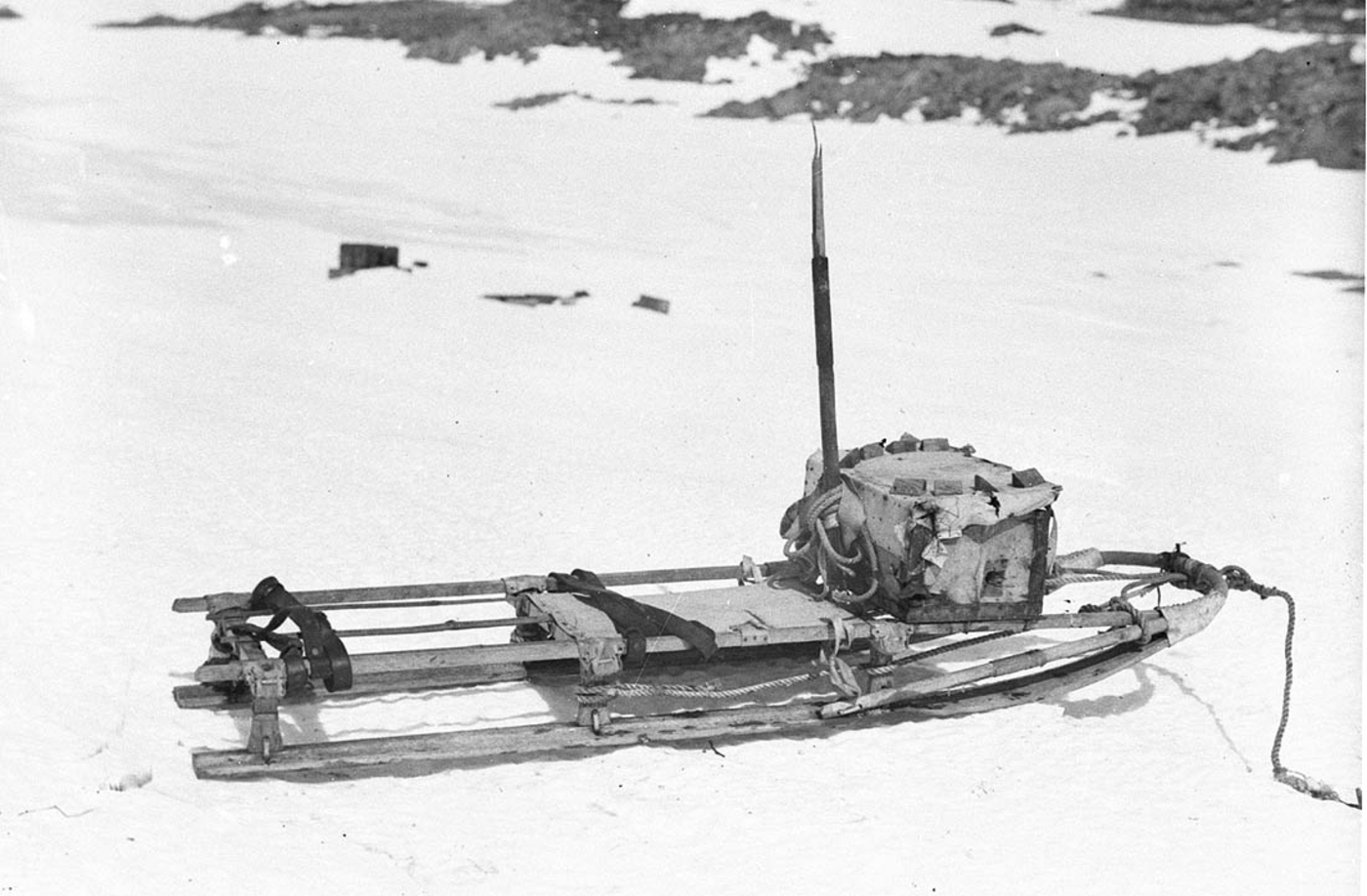
Le demi-traîneau de Mawson.
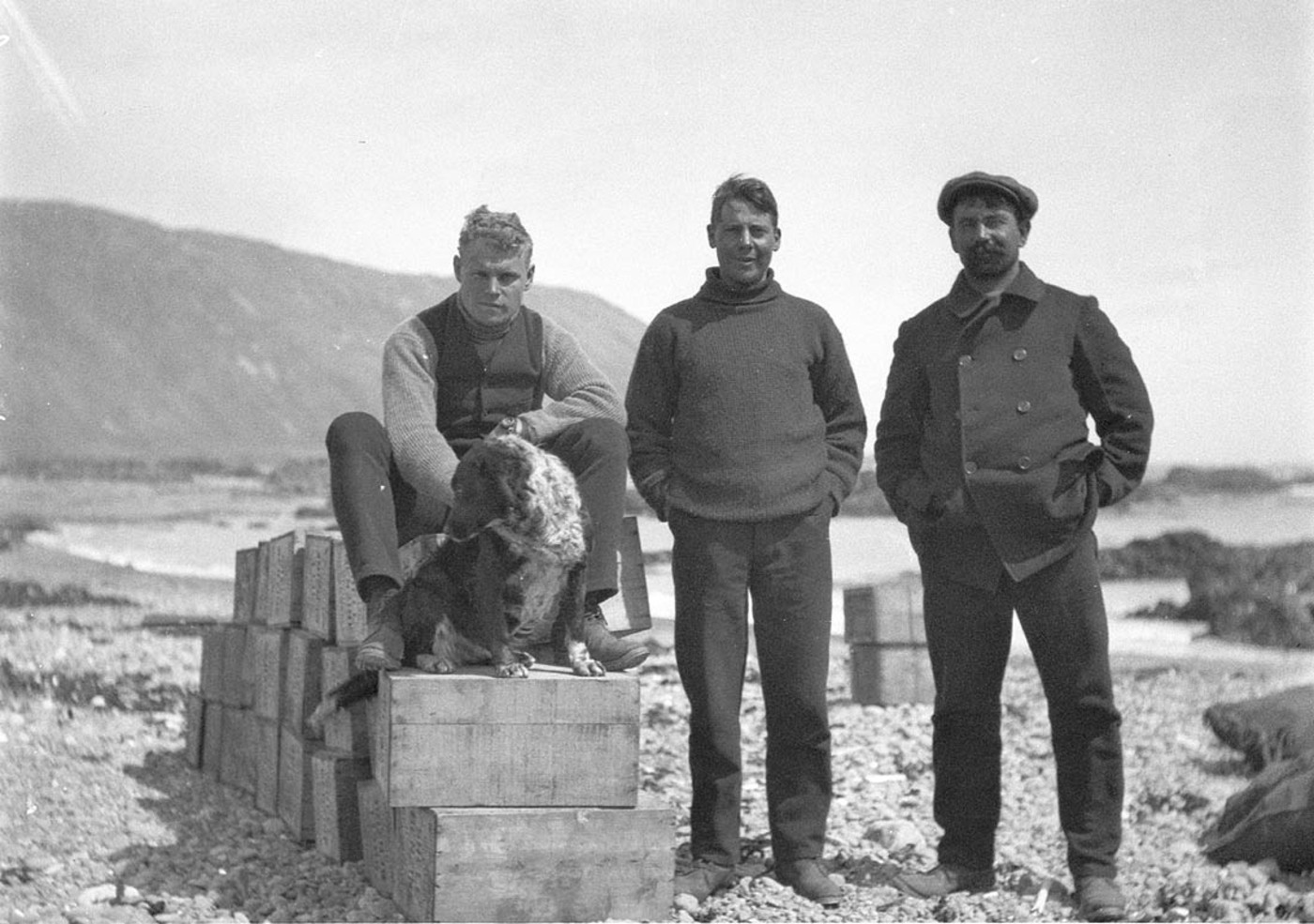
Une partie de l'équipe de l'île Macquarie.